# Liste von Persönlichkeiten der Stadt Heidelberg
Diese Liste enthält die Ehrenbürger von Heidelberg, in Heidelberg geborene Persönlichkeiten sowie solche, die in Heidelberg ihren Wirkungskreis hatten, dabei jedoch andernorts geboren wurden. Die Liste erhebt keinen Anspruch auf Vollständigkeit.

## Ehrenbürger von Heidelberg
- 1819: Oberhofgerichtsrat Christian Friedrich Walz
- 1819: Kreisrat Freiherr Philipp von Hertling
- 1829: Anton Friedrich Justus Thibaut
- 1829: Kreisdirektor August Heinrich Fröhlich
- 1833: Friedrich Tiedemann
- 1836: Stadtdirektor Ludwig Friedrich Eichrodt
- 1836: Carl Joseph Anton Mittermaier, Jurist
- 1839: Heinrich Eberhard Gottlob Paulus
- 1841: Maximilian Joseph von Chelius
- 1846: Carl Theodor Welcker
- 1852: Adolph von Vangerow und Friedrich Christoph Schlosser
- 1860: Ludwig Häusser
- 1861: Robert von Mohl
- 1862: Karl Heinrich Rau
- 1863: Robert Wilhelm Bunsen
- 1869: Hermann von Helmholtz
- 1869: Nikolaus Friedreich
- 1870: Gustav Kirchhoff
- 1885: Oberst Artur von Horn
- 1886: Joseph Victor von Scheffel
- 1886: Karl Hoff
- 1886: Josef Durm
- 1888: Georg Weber
- 1890: Oberamtsrichter Karl Kah
- 1891: Albert Mays
- 1894: Kuno Fischer
- 1895: Otto von Bismarck
- 1898: Adolf Kußmaul
- 1899: Carl Gegenbaur und Ernst Immanuel Bekker
- 1901: Wilhelm Blum
- 1901: Staatsminister a. D. Wilhelm Nokk
- 1902: Geh. Oberregierungsrat Heinrich Pfister (1830–1912)
- 1906: Adolf Hausrath
- 1910: Generalleutnant Leopold von Winning
- 1910: Cromartie Sutherland-Leveson-Gower, 22. Earl of Sutherland, 4. Duke of Sutherland (1851–1913)
- 1911: Kommerzienrat Alexander Wacker (1846–1922), Gründer der Wacker Chemie AG
- 1912: Vincenz Czerny, Chirurg
- 1913: Anna Blum, Karl Wilckens und Karl Mittermaier Gedenktafel an der Theaterstraße 10 in Heidelberg
- 1915: Wilhelm Landfried
- 1918: Max Klingel
- 1919: Albert Bürklin
- 1920: Guido Schmitt
- 1922: Ludolf von Krehl
- 1924: Franz Sales Kuhn

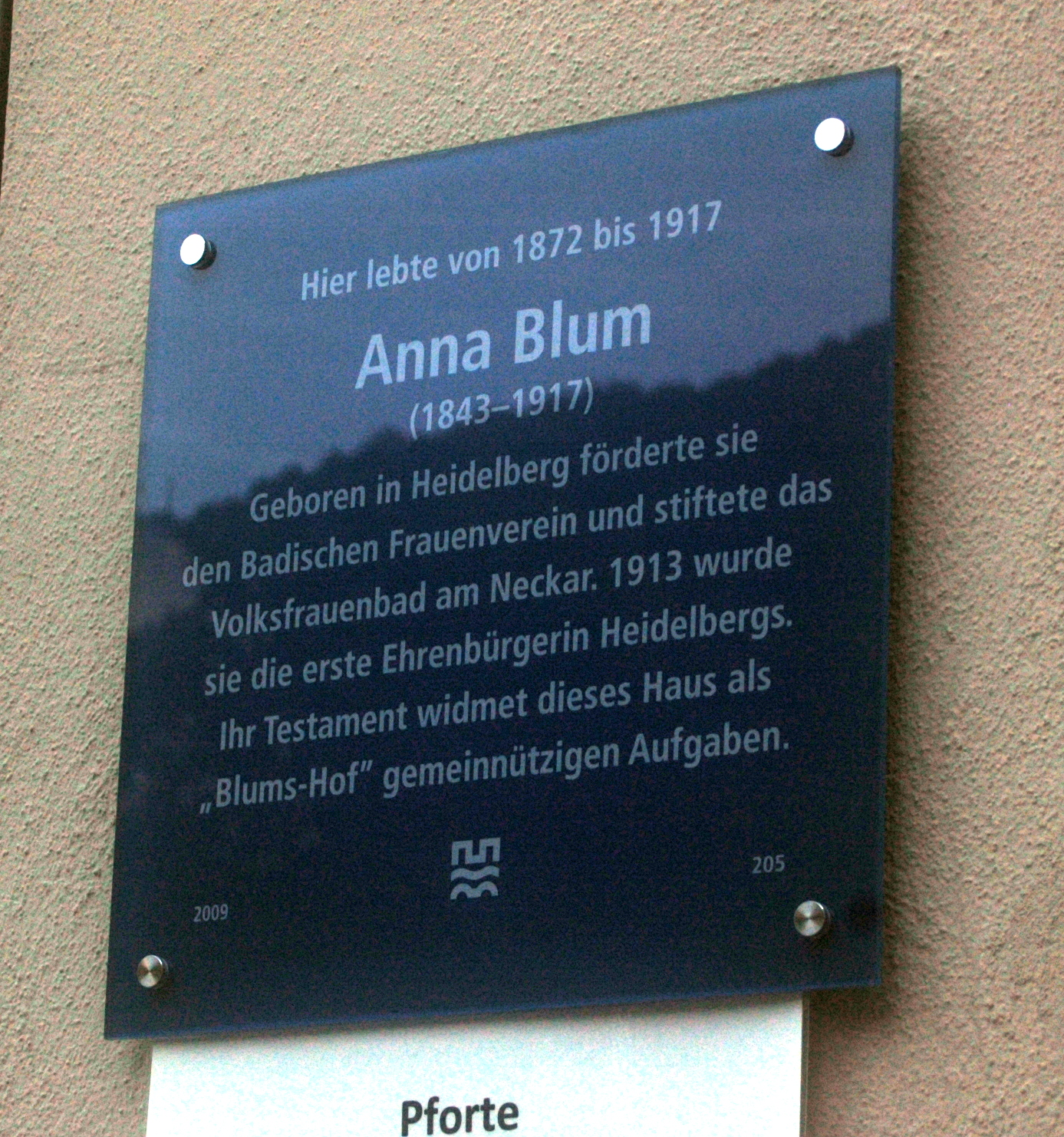
Gedenktafel an der Theaterstraße 10 in Heidelberg

- 1925: Friedrich Schott und Wilhelm Meyer-Förster
- 1926: Ernst Walz und Wilhelm Salomon-Calvi
- 1928: Max Wolf und Jacob Gould Schurman
- 1933: Adolf Hitler (bis 1945) und Philipp Lenard
- 1934: Wilhelm Biltz
- 14. Februar 1950: Rupert Rohrhurst
- 1952: Hermann Maas
- 1953: Karl Lohmeyer
- 1954: Richard Benz
- 1963: Carl Neinhaus und Josef Amann
- 1964: Maria Gräfin Graimberg-Bellau
- 1965: François Delmas, Bürgermeister der Partnerstadt Montpellier 1959–1977
- 1995: Reinhold Zundel, Oberbürgermeister 1966–1990
- 2000: Hans-Georg Gadamer, Philosoph
- 2001: Georges Frêche, Bürgermeister von Montpellier 1977–2004
- 2004: Hilde Domin, Lyrikerin
- 2012: Beate Weber, Oberbürgermeisterin 1990–2006
- 2023: Silvia von Schweden, Königin von Schweden
- 2023: Wolfgang Marguerre, Unternehmer[1]

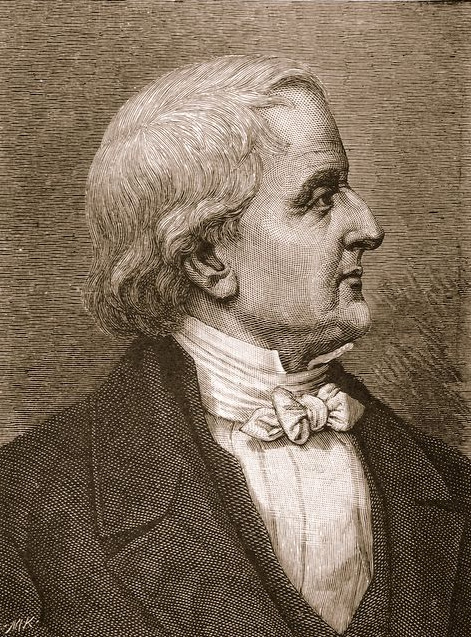
Friedrich Christoph Schlosser (Ehrenbürgerschaft 1852)
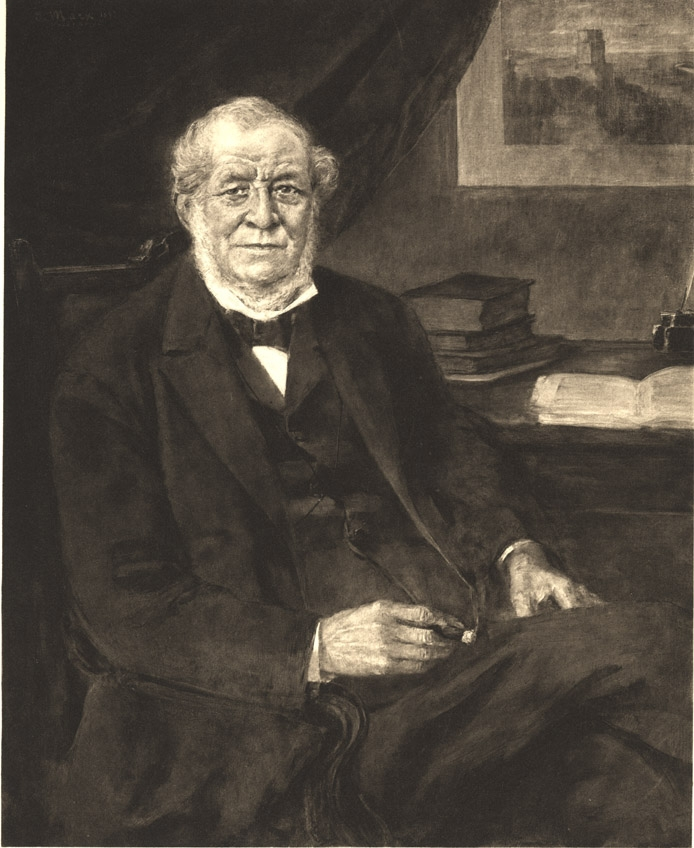
Robert Wilhelm Bunsen (Ehrenbürgerschaft 1863)
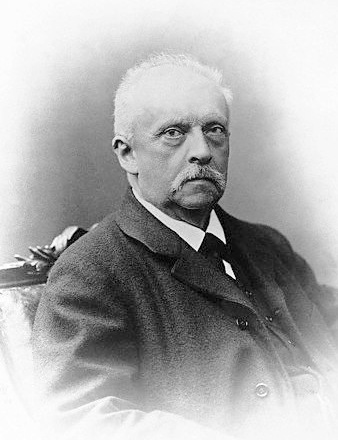
Hermann von Helmholtz (Ehrenbürgerschaft 1869)
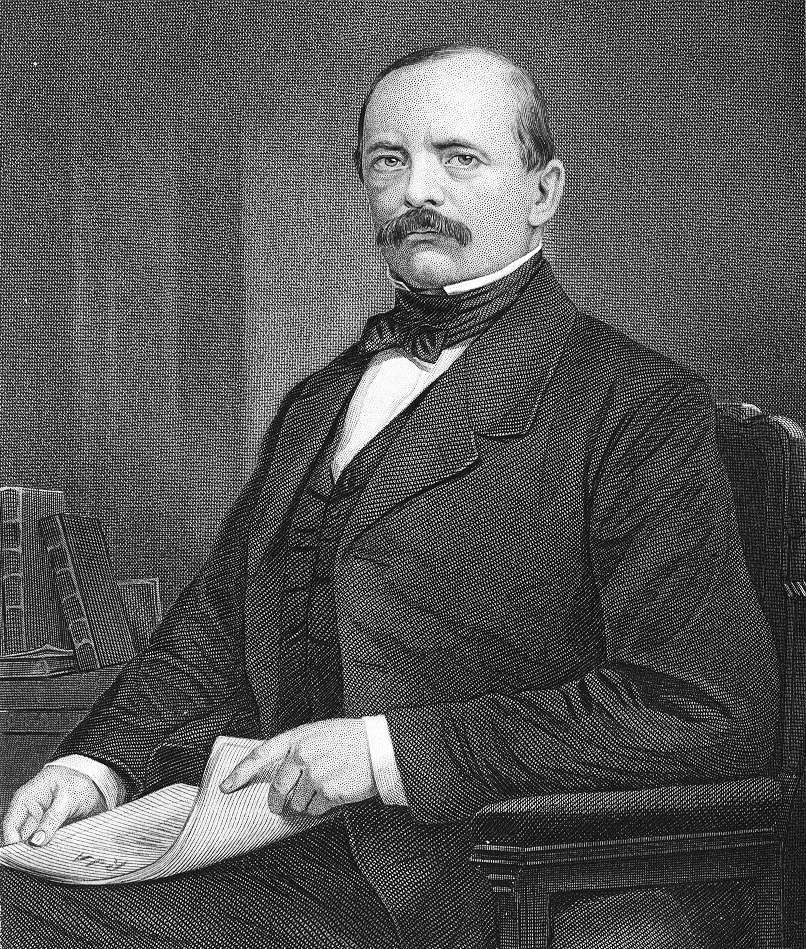
Otto von Bismarck (Ehrenbürgerschaft 1895)

## In Heidelberg geborene Persönlichkeiten

### 13. bis 15. Jahrhundert
- Ludwig der Strenge (1229–1294), Herzog von Bayern und Pfalzgraf bei Rhein
- Matthias von Rammung (1417–1478), kurpfälzischer Kanzler und Bischof von Speyer
- Mechthild von der Pfalz (1419–1482), Gräfin von Württemberg und Erzherzogin von Österreich
- Ludwig IV. (1424–1449), Pfalzgraf und Kurfürst von der Pfalz
- Friedrich I. (1425–1476), Pfalzgraf und Kurfürst von der Pfalz
- Philipp (1448–1508), Pfalzgraf und Kurfürst von der Pfalz
- Lorenz Lechler (um 1460–?), Baumeister und Verfasser eines Werkmeisterbuchs
- Jakob Köbel (um 1462–1533), Protonotar (Stadtschreiber) von Oppenheim
- Ludwig I. von Löwenstein (1463–1523), Begründer des Hauses Löwenstein-Wertheim
- Joan Rosembach (um 1470–1530), katalanischer Priester und Buchdrucker der Gotik
- Ludwig V. (1478–1544), Pfalzgraf und Kurfürst von der Pfalz
- Philipp von der Pfalz (1480–1541), Fürstbischof
- Ruprecht von der Pfalz (1481–1504), Mitglied der Wittelsbacher
- Elisabeth von der Pfalz (1483–1522), Pfalzgräfin von Simmern und Landgräfin von Hessen-Marburg sowie Markgräfin von Baden
- Georg von der Pfalz (1486–1529), Bischof von Speyer
- Heinrich von der Pfalz (1487–1552), Fürstbischof von Worms
- Johann von der Pfalz (1488–1538), Fürstbischof des Hochstiftes Regensburg
- Amalie von der Pfalz (1490–1525), Pfalzgräfin von Simmern und Herzogin von Pommern-Wolgast
- Helene von der Pfalz (1493–1524), Pfalzgräfin von Simmern und Herzogin zu Mecklenburg
- Wolfgang (1494–1558), Pfalzgraf von Neumarkt und Statthalter der Oberpfalz
- Katharina von der Pfalz (1499–1526), Pfalzgräfin von Simmern und Äbtissin des Klosters Neuburg

### 16. bis 17. Jahrhundert
- Philipp (1503–1548), Pfalzgraf und Herzog von Pfalz-Neuburg
- Hartmannus Hartmanni der Jüngere (1523–1586), Assessor am Reichskammergericht in Speyer
- Sigmund Feyerabend (1528–1590), Drucker und Verleger
- David Jakob Feyerabend (1531–1618), Bürgermeister von Heilbronn
- Anna Maria von der Pfalz (1561–1589), Adelige
- Julius Wilhelm Zincgref (1591–1635), Lyriker
- Ludwig Philipp (1602–1655), Adeliger
- Georg Friedrich Breitenbach (1605–1685), oberster Ratsmeister und kaiserlicher Postmeister in Erfurt
- Elisabeth Louise Juliane von Pfalz-Zweibrücken (1613–1667), Titular-Pfalzgräfin von Zweibrücken
- Heinrich Friedrich von der Pfalz (1614–1629), Prinz, Sohn des Winterkönigs Friedrich V. und Elizabeth Stuarts
- Friedrich von Schomberg (1615–1690), Heerführer
- Karl I. Ludwig (1617–1680), Kurfürst von der Pfalz
- Elisabeth von der Pfalz (1618–1680), Tochter des Kurfürsten Friedrich V. von der Pfalz
- Friedrich Ludwig (1619–1681), Adeliger
- Samuel Oppenheimer (1630–1703), Hofverwalter und Diplomat
- Caspar Netscher (1639–1684), Maler
- Karl II. (1651–1685), Pfalzgraf und Kurfürst von der Pfalz
- Liselotte von der Pfalz (1652–1722), Herzogin von Orléans
- Lorenz Beger (1653–1705), Jurist, Archivar und Numismatiker
- Luise Raugräfin zu Pfalz (1661–1733), Tochter des Kurfürsten Karl I. Ludwig von der Pfalz
- Johann Melchior Roos (1663–1731), Maler
- Daniel Nebel (1664–1733), Mediziner, Apotheker und Botaniker sowie Kurpfälzischer Hofarzt
- Gerhard von Lünenschlos (1666–1735), Mathematiker
- Ludwig Christian Mieg (1668–1740), reformierter Theologe, Prediger und Hochschullehrer
- Johann Carl Schott (1672–1717), Antiquar, Numismatiker und Bibliothekar
- Johann Gottfried von Cocceji (1673–1738), preußischer Geheimrat und Regierungspräsident in Magdeburg
- Samuel von Cocceji (1679–1755), preußischer Kammergerichtspräsident und Großkanzler
- Johann Wilhelm Romberg (1673, † im 18. Jahrhundert) deutscher Militärarzt
- Johann Philipp Crollius (1693–1767), Pädagoge und Historiker
- Joseph Süß Oppenheimer (1698–1738), Hoffaktor des Herzogs Karl Alexander von Württemberg

### 18. Jahrhundert
- Hieronymus David Gaub (1705–1780), Mediziner und Chemiker
- Georg Dionysius Ehret (1708–1770), Maler und Botaniker
- Johann Kasimir Mieg (1712–1764), reformierter Theologe, Prediger und Hochschullehrer
- Johann Matthäus van den Branden (1716–1788), Hofbildhauer und Hofstuckateur
- Johann David Hahn (1729–1784), Physiker, Philosoph, Astronom, Mediziner, Botaniker und Chemiker
- Georg Christoph Wächter (1729–1790), kurpfälzischer Medailleur
- Peter Friedrich de Walpergen (1730–1809), Künstler
- Dorothea Delph (um 1730–1808), Kauffrau
- Daniel Wilhelm Nebel (1735–1805), Mediziner und Chemiker sowie Rektor der Universität Heidelberg
- Eva König (1736–1778), Ehefrau von Gotthold Ephraim Lessing
- Johann Wilhelm Franz von Krohne (1738–1787), Edelmann, Abenteurer und Autor
- Franz Anton Mai (1742–1814), Arzt, Hochschullehrer, Rektor der Universität Heidelberg
- Georg Gemehl (1750–1807), Beamter
- Konrad Erckenbrecht (1751–1820), Schultheiß in Eppingen
- Franz Wilhelm Anton Gambsjäger (1753–1816), Rechtswissenschaftler
- Joseph von Kirschbaum (1758–1848), Jurist, Professor, Hofmeister Ludwigs I. von Bayern
- Johannes Wilhelm Mai (1759–1827), Apotheker
- Franz Tausch (1762–1817), Virtuose und Komponist
- Johannes Bähr (1767–1828), evangelischer Theologe
- Carl Philipp von Wrede (1767–1838), Generalfeldmarschall und Diplomat
- Friedrich Rottmann (1768–1816), Zeichner, Kupferstecher und Radierer
- Friedrich Wilhelm Suckow (1770–1838), Arzt und Naturforscher
- Karl Georg Dümge (1772–1845), Historiker, Bibliothekar und Archivar
- Franz Joseph Pfeiffer (1772–1847), französischer Offizier, geadelt, Salzamtmann in Speyer, Großvater von Henry Villard
- Johann Georg Primavesi (1774–1855), Theater- und Landschaftsmaler
- Arnold Friedrich von Mieg (1778–1842), Regierungspräsident in Mittelfranken und bayerischer Finanzminister
- Theodor von Wundt (1778–1850), Generalmajor des Königreichs Württemberg
- Johann Ludwig Bassermann (1781–1828), Kaufmann
- Friedrich Rettig (1781–1859), Jurist
- Philippine Stüler (1784–1862), Erzieherin
- Carl Baumüller (1786–1851), Jurist
- Karl Wilhelmi (1786–1857), evangelischer Theologe
- Jakob Wundt (1787–1844), badischer Oberamtmann
- Carl August Erb (1791–1873), Rechtswissenschaftler, Hochschullehrer, Philosoph und Mathematiker
- Karl Philipp Fohr (1795–1818), Landschaftsmaler
- Franz Pfister (≈1796–1871), Jurist und Amtsvorstand
- Andreas von Ettingshausen (1796–1878), Mathematiker und Physiker
- Sigmund Wilhelm Zimmern (1796–1830), Rechtswissenschaftler und Hochschullehrer
- Carl Rottmann (1797–1850), Landschaftsmaler
- Karl Theodor von Wrede (1797–1871), Regierungspräsident der Rheinpfalz, Ehrenbürger von Speyer
- Philipp Carl Guttenberger (1798–1879), Kaufmann und Politiker der Freien Stadt Frankfurt
- Philipp Allmang (1799–1867), evangelischer Geistlicher und Politiker
- Heinrich Georg Bronn (1800–1862), Geologe und Paläontologe

### 19. Jahrhundert

#### 1801 bis 1820
- Karl Bähr (1801–1874), evangelischer Theologe
- Daniel Fohr (1801–1862), Maler
- Ernst Fries (1801–1833), Landschaftsmaler
- Johann Jacob Lang (1801–1862), Rechtswissenschaftler und Hochschullehrer
- Arthur Arneth (1802–1858), Mathematikhistoriker
- Jakob Götzenberger (1802–1866), Maler
- Salomon Müller (1804–1863), Naturforscher und Zoologe
- Eugen von Wrede (1806–1845), Regierungspräsident der Rheinpfalz; Mitgründer von Ludwigshafen am Rhein
- Karoline Bauer (1807–1877), Schauspielerin
- Karl August Hahn (1807–1857), Philologe, Germanist und Hochschullehrer
- Wilhelm Spangenberg (1808–1887), Jurist
- Maria Theresia Löw (1809–1885), Musikerin
- Eduard Arnold Martin (1809–1875), Gynäkologe und Geburtshelfer
- Karl Gottfried Nadler (1809–1849), Jurist und Mundartdichter
- Karl Eduard Zachariae von Lingenthal (1812–1894), Rechtshistoriker
- Leopold Rottmann (1812–1881), Landschaftsmaler
- Johann Friedrich August Cropp (1815–1862), Jurist, Mitglied der Hamburgischen Bürgerschaft
- Wilhelm Happel (1817–1899), Kaufmann in Heilbronn
- Louis Posselt (* 22. November 1817; † 22. August 1880 in Heidelberg), Pharmazieprofessor, ein Nachfolger Gmelins (Posseltslust am Dreieichenweg)
- Nikolaus Trübner (1817–1884), Buchhändler und Verleger
- Albert Mays (1818–1893), Kommunalpolitiker, Stadthistoriker und Kunstsammler
- Wilhelm Fries (1819–1878), Landschaftsmaler und Konservator
- Julius Hubert Hillebrand (1819–1868), Rechtswissenschaftler
- Bernhard Fries (1820–1879), Landschaftsmaler
- Friedrich Albert Johann Baptist Overmann  (1820–1869), Orgel- und Klavierstimmer
- Franz Roßhirt (1820–1887), Jurist und Mitglied des Deutschen Reichstags
- Maximilian Stoesser (1820–1894), Stadtdirektor von Freiburg

#### 1821 bis 1840
- Franz von Chelius (1821–1899), Augenarzt und Chirurg
- Ludwig von Stößer (1824–1901), Jurist und Politiker
- Eugen Oswald (1826–1912), Journalist, Übersetzer, Lehrer und Philologe
- Karl Roux (1826–1894), Maler
- Carl Koch (1827–1882), Naturforscher
- Ludwig Diemer (1828–1894), Architekt und Kirchenbaurat
- Friedrich Eiselein (1829–1900), Altphilologe und Historiker
- Eduard Wüstenfeld (1831–1923), Reichsgerichtsrat
- Ferdinand Bissing (1832–1912), Historiker, Journalist und Politiker
- Jakob Lindau (1833–1898), Reichstagsabgeordneter und Katholikenführer
- Guido Philipp Schmitt (1834–1922), Maler
- Carl Ludwig Fahrbach (1835–1902), Landschaftsmaler
- Emily Ayckbowm (1836–1900), Gründerin der Community of the Sisters of the Church
- Wilhelm Oncken (1838–1905), Historiker
- Ernst Posselt (1838–1907), Kaufmann und Kunstsammler
- Wilhelm Dittenberger (1840–1906), Klassischer Philologe und Epigraphiker

#### 1841 bis 1860
- Johann Jacob Bischoff (1841–1892), Schweizer Chirurg und Gynäkologe
- Heinrich Weber (1842–1913), Mathematiker
- Ludwig von Jolly (1843–1905), Jurist und Hochschullehrer
- Friedrich Wilhelm Kortüm (1843–nach 1898), Schriftsteller und Chefredakteur
- Carl Emil Weber (1843–1898), Diplomat und Mitglied des Deutschen Reichstags (Nationalliberale Partei)
- Albert Bürklin (1844–1924), Politiker (Nationalliberale Partei)
- Friedrich Jolly (1844–1904), Mediziner
- August Oncken (1844–1911), Nationalökonom
- Friedrich Percy Weber (1844–1895), Schriftsteller und Redakteur
- Wilhelm Rettig (1845–1920), Architekt
- August Einwald (1846–1932), Afrikareisender
- Ferdinand Lewald (1846–1928), Präsident des Badischen Verwaltungsgerichtshofs
- Ludwig Winter (1846–1912), Botaniker und Gartenarchitekt
- Emil Bessels (1847–1888), Naturforscher und Nordpolfahrer
- Alexander Pfisterer (1847–1928), Oberamtmann und Ministerialdirektor
- Nathanael Schmitt (1847–1918), Maler
- Adolf Weil (1848–1916), Mediziner
- Wilhelm Trübner (1851–1917), Maler
- Karl von Bahder (1852–1932), Philologe und Germanist
- Eugen Holdermann (1852–1906), Apotheker und Fabrikant
- Carl Heinrich Cornill (1854–1920), evangelischer Theologe
- Georg Hieronymus Roderich Stintzing (1854–1933), Mediziner
- Bianca Bianchi, gebürtig Bertha Schwarz (1855–1947), deutsch-österreichische Opernsängerin
- Margarethe Hormuth-Kallmorgen (1857–1916), Malerin und Grafikerin
- Eugen Drollinger (1858–1930), Architekt
- Karl Praechter (1858–1933), Klassischer Philologe
- Adam Röder (1858–1937), Politiker (Zentrum)
- Ernst Walz (1859–1941), Jurist und Bürgermeister von Heidelberg

#### 1861 bis 1880
- Karl Groos (1861–1946), Philosoph und Psychologe
- Albert Carl Mays (1861–1934), Jurist und Amtsvorstand
- Olga Beggrow-Hartmann (1862–1922), Malerin
- Hermann Reckendorf (1863–1924), Orientalist, Arabist, Literaturwissenschaftler und Professor
- Wolodymyr Sokalskyj (1863–1919), ukrainischer klassischer Komponist, Pianist und Musikkritiker
- Ludwig Sütterlin (1863–1934), Linguist und Germanist
- Max Wolf (1863–1932), Astronom
- Emil Seckel (1864–1924), Jurist und Rechtstheoretiker
- Rudolph Stratz (1864–1936), Romanschriftsteller
- Franz Popp (1865–1934), Jurist
- Adelheid Steinmann (1866–1925), Frauenrechtlerin und Politikerin (DDP)
- Ruprecht Andriano (1886–1959), Korvettenkapitän der Kriegsmarine und Segler
- Friedrich Ebert (1871–1925), Politiker (SPD) und erster Reichspräsident
- Otto Frommel (1871–1951), evangelischer Theologe und Schriftsteller
- Gertrude Hoffman (1871–1968), Schauspielerin
- Anton Staus (1872–1955), Maschinenbauer und Astronom
- Karoline Borchardt (1873–1944), Malerin
- Robert Holtzmann (1873–1946), Historiker
- Siegmund Bodenheimer (1874–1966), Bankier
- Otto Richard Bossert (1874–1919), Grafiker
- Waldemar Gädecke (1874–1963), Jurist und Landrat
- Johann Koenigsberger (1874–1946), Physiker, Mineraloge und Mitglied des badischen Landtages
- Otto Weipert (1874–1961), Präsident des Verwaltungsgerichts Karlsruhe
- Franz Thorbecke (1875–1945), Geograph
- Otto Erdmannsdörffer (1876–1955), Geologe und Mineraloge
- Otto Naumann (1876–1961), Verwaltungsbeamter
- Rudolf Horn (1878–1939), Pädagoge und Politiker (DVP), Mitglied des Landtags der Republik Baden
- Leo von Prittwitz und Gaffron (1878–1957), Generalmajor der kaiserlich russischen Armee
- Emil Barth (1879–1941), Politiker (SPD, USPD)
- Otto Ludwig Haas-Heye (1879–1959), Modeschöpfer
- Hermann Osthoff (1879–1918), Maler
- Ehrhart Schott (1879–1968), Chemiker und Unternehmer
- Else von Löwis (1880–1961), Gutsherrin des Hofguts Mauren bei Ehningen und Kulturreferentin der Stadt Stuttgart
- Hermann Remmele (1880–1939), Politiker (SPD, USPD, KPD)

#### 1881 bis 1900
- Ernst Eisenlohr (1882–1958), Diplomat und Kommunalpolitiker
- Antoni Jurasz (1882–1961), polnischer Chirurg und Hochschullehrer
- Wilhelm Keppler (1882–1960), Unternehmer und Politiker (NSDAP)
- August Kopff (1882–1960), Astronom
- Wilhelm Weber (1882–1948), Althistoriker
- Guido Leser (1883–1942), Richter
- Friedrich Landfried (1884–1952), Staatssekretär im Nationalsozialismus
- Ludwig Sprauer (1884–1962), Mediziner
- Hans Nieland (1885–1946), Mineraloge, Professor und Korvettenkapitän der Kriegsmarine
- Herbert Kraft (1886–1946), Politiker
- Nicola Moufang (1886–1967), Jurist und Kunsthistoriker
- Kurt Schmitt (1886–1950), Wirtschaftsführer und SS-Brigadeführer
- Willy Scholl (1886–unbekannt), Automobilrennfahrer
- Franz Dischinger (1887–1953), Bauingenieur
- Karl-Friedrich Schmidt (1887–1971), Chemiker
- Philipp Leferenz (1888–1942), Unternehmer
- Bernhard Struck (1888–1971), Völkerkundler und Anthropologe
- Hermann Hagen (1889–1976), Geograph
- Eugen Moufang (1889–1967), Jurist
- Philipp Müller-Gebhard (1889–1970), Generalleutnant
- Erich Petersen (1889–1963), Offizier
- Karl Kerzinger (1890–1959), Bildhauer und Zeichner
- Willy Walb (1890–1962), Ingenieur, Automobilrennfahrer und Rennleiter
- Otto Sommer (1891–1940), Jurist, Politiker und SA-Führer
- Willi Umminger (1891–1967), Schauspieler und Hörspielsprecher
- Otto Brandt (1892–1935), Historiker
- Karl Wilhelm Reinmuth (1892–1979), Astronom
- Charles Willoughby (1892–1972), US-amerikanischer Generalmajor
- Franz Moufang (1893–1984), Jurist, Kulturreferent, Friedensrichter
- Emil Henk (1893–1969), Widerstandskämpfer gegen den Nationalsozialismus
- Hermann Böning (1894–1939), Politiker (KPD) und Widerstandskämpfer gegen den Nationalsozialismus
- Walter Keller (1894–1967), Mediziner und Hochschullehrer
- Otto von Auwers (1895–1949), Physiker
- Ernst Jünger (1895–1998), Schriftsteller, Offizier, Philosoph und Insektenkundler
- Franz Böning (1896–1972), Politiker (KPD)
- Johannes Wüsten (1896–1943), Künstler und Schriftsteller
- Willy Oeser (1897–1966), Kirchenmaler und Glaskünstler
- Karel Salmon (1897–1974), israelischer Komponist, Sänger, Pianist, Organist, Dirigent und Musikadministrator
- Adolf Jannasch (1898–1984), Kunsthistoriker
- Theodor Lohrmann (1898–1971), Fußballspieler
- Franz Wolf (1898–1984), Physiker und Hochschullehrer
- Else Bach (1899–1951), Bildhauerin
- Alfred Diesbach (1899–1983), Politiker (SPD)
- Karl Lenz (1899–1944), Politiker (NSDAP)
- Wolfgang Metzger (1899–1979), Psychologe
- Julius Dörffel (1900–1953), Mediziner und Dermatologe
- Karl Frank (1900–1974), Jurist und Politiker (FDP)
- Anna Hartnagel (1900–1991), Verlegerin und Politikerin (FDP/DVP)
- Oskar Schepp (1900–1986), Maler und Kunsterzieher

### 20. Jahrhundert

#### 1901 bis 1910
- Anneliese Born (1901–1989), Schauspielerin
- Wolfgang Cartellieri (1901–1969), Politiker
- Frohwalt Heiß (1901–1988), Chirurg und Sportmediziner
- Fritz Henn (1901–1984), Musikpädagoge, Dirigent
- Erich Pfeiffer-Belli (1901–1989), Journalist und Schriftsteller
- Helmut Schroff (1901–1945), Klassischer Philologe und Gymnasiallehrer
- Walther Sommerlath (1901–1990), Unternehmer, Vater von Königin Silvia von Schweden
- Luli von Bodenhausen (1902–1951), deutsch-US-amerikanische Schauspielerin und Autorin
- Senta Geißler (1902–2000), Malerin
- Wilhelm Maler (1902–1976), Komponist und Musiktheoretiker
- Wilhelm Port (1902–1945), Bibliothekar
- Hermann Röhn (1902–1946), Politiker (NSDAP)
- Otto Vossler (1902–1987), Neuzeithistoriker
- Friedrich Zietsch (1903–1976), Politiker (SPD)
- Hermann Hampe (1904–1970), Architekt
- Günther Vulpius (1904–1985), Schauspieler, Dramaturg und Übersetzer
- Werner Georg Kümmel (1905–1995), evangelischer Theologe
- Ernst Ruska (1906–1988), Elektroingenieur
- Friedrich Wielandt (1906–1996), Numismatiker
- Werner Wolf (1906–1967), Germanist
- Karl Cerff (1907–1978), Beamter und Nationalsozialist
- Theo Herrmann (1907–1989), Opernsänger und Tenor
- Heinrich Kilger der Jüngere (1907–1970), Bühnenbildner
- Hans Kroh (1907–1967), Offizier der Wehrmacht und der Bundeswehr
- Hanna Nagel (1907–1975), Zeichnerin, Grafikerin und Illustratorin
- Walter Pause (1907–1988), Schriftsteller und Bergsteiger
- Otto Wittmann (1907–1986), Geologe und Gymnasiallehrer
- Karl Ackermann (1908–1996), Journalist und Verleger
- Roland Hampe (1908–1981), Archäologe
- Ludwig Merz (1908–2003), Heimatforscher
- Otto Mohr (1908–1981), Elektroingenieur und Hochschullehrer
- Helmut Ruska (1908–1973), Mediziner
- Thure von Uexküll (1908–2004), Mediziner
- Otto Gauer (1909–1979), Physiologe
- Alfred Niebergall (1909–1978), evangelischer Theologe
- Gösta von Uexküll (1909–1993), Journalist und Schriftsteller
- Ludwig Wesch (1909–1994), Physiker, Hochschullehrer und SD-Funktionär
- Friedrich Brünner (1910–2004), Politiker (CDU)
- Paul Christian (1910–1996), Mediziner und Hochschullehrer
- Walter Fisch (1910–1966), Politiker (KPD, SED)
- Alste Horn-Oncken (1910–1991), Kunsthistorikerin
- Emil Specht (1910–nach 1960), Film-Tontechniker
- Piotr Zaremba (1910–1993), polnischer Architekt und Stadtplaner

#### 1911 bis 1920
- Kajus Köster (1911–1976), Diplomat
- Alexander Böker (1912–1997), Journalist und Diplomat
- Fritz Kubach (1912–1945, vermisst), Naturwissenschaftler und Wissenschaftspolitiker
- Horst Linde (1912–2016), Architekt, Stadtplaner und Hochschullehrer
- Heinrich Sartorius (1912–1989), Botschafter
- Alfred Frisch (1913–2009), Journalist
- Walter Hatto Gross (1913–1984), klassischer Archäologe
- Heinz Leferenz (1913–2015), Kriminologe
- Franz Leuser (1913–2005), Politiker (CDU)
- Ferdinand Thomas (1913–1944), Widerstandskämpfer gegen das NS-Regime
- Berthold Heilig (1914–1978), NSDAP-Funktionär
- Hermann Jürgens (1914–1967), Maler und Grafiker
- Conrad Emanuel Victor Leser (1915–1998), britischer Wirtschaftswissenschaftler
- Rudolf Frey (1917–1981), Mediziner und Hochschulprofessor
- Rolf Soltau (1917–1980), Politiker (SPD)
- Fritz Trautz (1917–2001), Historiker
- Hans von Oettingen (1919–1983), Schriftsteller
- Willi Heinrich (1920–2005), Schriftsteller
- Otto B. Roegele (1920–2005), Publizist und Kommunikationswissenschaftler
- Hannelis Schulte (1920–2016), evangelische Theologin, Dozentin für das Alte Testament und Lokalpolitikerin (Die Linke)

#### 1921 bis 1930
- Norbert Engel (1921–2009), Politiker (SPD)
- Konrad Schauenburg (1921–2011), Klassischer Archäologe
- Wolfgang Felix (1923–2010), Pharmakologe
- Ulrich Dibelius (1924–2008), Musikkritiker
- Niels Hansen (1924–2015), Diplomat und Botschafter Deutschlands in Israel und bei der NATO
- Udo Kraus (1924–1987), Notariatsdirektor und Politiker (SPD)
- Martin Neuffer (1924–2004), Verwaltungsjurist
- Dieter Schmitt (1924–2013), Pilot
- Erwin Glock (1925–1993), Sportschütze
- Alfred Grittmann (1925–2022), Politiker (FDP/DVP)
- Ananda Mahidol (1925–1946), König von Thailand
- Eleonore Sterling (1925–1968), Politologin
- Günther Wilke (1925–2016), Chemiker (Organische Chemie), Direktor am Max-Planck-Institut für Kohlenforschung
- Günther Dohmen (1926–2022), Erziehungswissenschaftler
- Ilse Rohnacher (1926–2016), Autorin und Mundartdichterin
- Udo Schaefer (1926–2019), Jurist und Bahai-Theologe
- Friedrich-Carl Schultze-Rhonhof (1925–2014), Wissenschaftler, Volkshochschuldirektor und Autor
- Christof Engelhorn (1926–2010), Unternehmer, Kunstsammler und Mäzen
- Klaus Schütz (1926–2012), Politiker (SPD), Regierender Bürgermeister von Berlin und Botschafter Deutschlands in Israel
- Bernt Spiegel (1926–2025), Psychologe und Marktforscher
- Axel Vulpius (1926–2023), Jurist und Ministerialdirigent
- Gerhard Wittner (1926–1998), Maler und Zeichner und Grafiker
- Rüdiger Becker (1927–2003), Mund-, Kiefer und Gesichtschirurg und Hochschullehrer
- Rudibert Jacobi (1927–1989), Fußballschiedsrichter
- Helmut Kirchgässner (1927–1998), Jazz- und Unterhaltungsmusiker
- Erich Kirste (1927–2002), Physiker
- Helmut Krauch (1927–2010), Systemanalytiker und Konzeptkünstler
- Rolf Reinhardt (1927–2006), Pianist, Dirigent und Hochschullehrer
- Rudolph H. Weingartner (1927–2020), US-amerikanischer Philosoph
- Klaus Arnold (1928–2009), Bildhauer und Maler
- Armin Dietrich (1928–2017), Architekt
- Gerhard Knauss (1928–2020), Philosoph
- Dieter Quast (1928–2020), Architekt
- Paul Schick (1928–2011), Schriftsteller
- Ursula Knab (1929–1989), Leichtathletin
- Gottfried Schramm (1929–2017), Historiker
- Klaus Vierneisel (1929–2015), Klassischer Archäologe und Museumsdirektor
- Hans Martin Weingartner, ursprünglich Weingärtner (1929–2014), deutsch-US-amerikanischer Finanzwissenschaftler
- Ernst Albrecht (1930–2014), Politiker (CDU), Ministerpräsident
- Klaus Conrad (1930–2002), Historiker und Diplomatiker
- Ansgar Fürst (1930–2023), Journalist
- Hanna Holborn Gray (* 1930), US-amerikanische Historikerin
- Fritz Hartschuh (1930–2020), Jazzmusiker und Wirtschaftsmanager
- Klaus Kindler (1930–2001), Schauspieler und Synchronsprecher
- Thomas Marschak (1930–2024), US-amerikanischer Ökonom
- Alfred Hubertus Neuhaus (1930–2016), Politiker (CDU)
- Jürgen Runge (1930–2021), Chemiker und Präses der Synode der Evangelischen Kirche der Kirchenprovinz Sachsen
- Berndt Schaller (1930–2020), Theologe und emeritierter Hochschullehrer
- Klaus Schmidt-Koenig (1930–2009), Ornithologe, Verhaltensforscher und Hochschullehrer

#### 1931 bis 1940
- Winfried Knorr (1931–2009), Verleger; Geschäftsführer und Chefredakteur der „Rhein-Neckar-Zeitung“
- Carl Heinrich Krauch (1931–2004), Chemiker
- Adolf Krebs (1931–2009), Chemiker
- Thomas Oppermann (1931–2019), Staatsrechtler
- Gerhard Weiser (1931–2003), Politiker (CDU)
- Ingeborg Wurster (1931–1999), Journalistin und Fernsehmoderatorin
- Theophil Eicher (1932–2016), Chemiker und emeritierter Hochschulprofessor
- Peter Kuhn (1932–2011), Ingenieur, Hochschullehrer
- Frieder W. Lichtenthaler (1932–2018), Chemiker und Hochschullehrer
- Norbert Nüssle (1932–2012), Künstler
- Herbert Ehrbar (1933–2011), Kommunalpolitiker (CDU)
- Horst Hager (1933–2018), Politiker (SPD)
- Ernst Kunz (1933–2021), Mathematiker
- Dieter Mecke (1933–2013), Biochemiker und Hochschullehrer
- Oskar Roth (1933–2019), Basketball- und Handballspieler und -trainer
- Peter Ulmer (1933–2024), Hochschullehrer
- Barbara Andrade (1934–2014), römisch-katholische Theologin
- Hermann Bujard (1934–2020), Molekularbiologe
- Dinah Hinz (1934–2020), Schauspielerin
- Volker Krumm (1934–2020), deutsch-österreichischer Pädagoge und Erziehungswissenschaftler
- Friedrich Mang (1934–2007), Bauingenieur
- Werner Benz (1935–2019), Diakon und Kirchenmusiker
- Karl Berger (1935–2023), Musiker
- Dieter H. Ehhalt (* 1935), Geophysiker und Lehrstuhlinhaber
- Michael Hampe (1935–2022), Regisseur
- Hans J. Nissen (* 1935), Archäologe
- Dieter Adler (1936–2024), Sportjournalist
- Dieter Arnold (* 1936), Ägyptologe
- Peter Dehoust (1936–2020), Publizist
- Jörg A. Eggers (* 1936), Drehbuchautor, Filmregisseur und Filmproduzent
- Roland Ernst (1936–2023), Projektentwickler
- Christoph Heilmann (* 1936), Kunsthistoriker
- Werner Kaufmann-Bühler (* 1936), Botschafter
- Martin Mußgnug (1936–1997), Politiker (NPD)
- Gertrud Roll (* 1936), Schauspielerin
- Karl Weber (* 1936), Politiker (CDU)
- Else Winnewisser (* 1936), Malerin und Grafikerin
- Peter Blauth (1937–1999), Jurist
- Marliese Echner-Klingmann (1937–2020), Mundartdichterin und Bühnenautorin
- Werner Görlitz (1937–2010), Maschinenbauingenieur
- Roland Ulmer (* 1937), Verleger und Buchhändler
- Karl Heinz Hörning (* 1938), Soziologe und Hochschullehrer
- Albrecht Müller (* 1938), Volkswirt, Publizist und Politiker (SPD)
- Eberhard Ritz (1938–2023), Internist, Nephrologe und Hochschullehrer
- Peter Willmann (1938–2007), Kommunalpolitiker (CDU) und Oberbürgermeister der Stadt Weil am Rhein
- Ekkes Frank (* 1939), Liedermacher, Schriftsteller und Kabarettist
- Andreas Weber-Schäfer (* 1939), Hörspielregisseur
- Hubert Burda (* 1940), Kunsthistoriker und Verleger
- Günter Deckert (1940–2022), Holocaustleugner, Rechtsextremist und Politiker (NPD)
- Jürgen Dormann (* 1940), Manager
- Dietmar Hopp (* 1940), Unternehmer und Mäzen
- Emil Schumacher (1940–2022), Heimatforscher
- Gerhard Treutlein (1940–2022), Sportpädagoge und Hochschullehrer

#### 1941 bis 1950
- Ursel Brunner (1941–2024), Schwimmerin
- Klaus Coenen (* 1941), Brigadegeneral und Unterabteilungsleiter im Bundesnachrichtendienst
- Heinz Fraas (* 1941), Politiker (SPD)
- Theodor Hänsch (* 1941), Physiker
- Frank Hampel (1941–2018), Statistiker und Professor
- Jürgen Herzog (1941–2024), Mathematiker
- Dieter B. Kapp (1941–2021), Sprachwissenschaftler, Indologe und Hochschullehrer
- Gerhard Kraft (1941–2023), Biophysiker
- Klaus Landfried (1941–2014), Professor für Politikwissenschaft und ehemaliger Präsident der Hochschulrektorenkonferenz
- Martha Langbein (* 1941), Leichtathletin
- Gernot Müller (* 1941), Germanist, Literaturwissenschaftler und Hochschullehrer
- Peter Raschke (* 1941), Politologe und Suchtforscher
- Peter Sefrin (* 1941), Arzt
- Jörg Siekmann (* 1941), Professor für Künstliche Intelligenz
- Ulrich Stechele (1941–2001), Politiker (CDU) und Architekt
- Hans-Peter Wild (* 1941), Unternehmer und Jurist
- Kurt Bätz (1942–1987), Religionspädagoge
- Rolf Krauss (* 1942), Ägyptologe
- Michael Maaß (* 1942), Archäologe
- Thomas Mitscherlich (1942–1998), Filmregisseur, Drehbuchautor und Schriftsteller
- Hartmut Paeffgen (1942–2006), Journalist
- Angelika Platen (* 1942), Fotografin
- Hans Scholl (* 1942), Astronom
- Gerhard Stratthaus (* 1942), Politiker (CDU)
- Peter Büchner (1943–2009), Politiker (SPD)
- Horst Förster (* 1943), General
- Martin Ganter (* 1943), Schriftsteller, Philosoph, Pädagoge und Hochschullehrer
- Heinz Schmidt (1943–2025), evangelischer Theologe und Hochschullehrer
- Rolf Schneider (* 1943), Brigadegeneral der Bundeswehr
- Silvia von Schweden (* 1943), Ehefrau des schwedischen Königs Carl XVI. Gustaf
- Rainer Wild (* 1943), Unternehmer und Stifter
- Heymo Böhler (1944–2013), Wirtschaftswissenschaftler
- Jürgen Doetz (* 1944), Journalist und Medienmanager
- Wolfgang Fürniß (1944–2017), Politiker (CDU)
- Ingrid Krauskopf (* 1944), Klassische Archäologin und Etruskologin
- Hans Leciejewski (1944–2017), Basketball- und Handballspieler und Sportfunktionär
- Gerhard Lorth (* 1944), Politiker (CDU)
- Dietrich Maier (1944–2015), Chemieingenieur
- Ursula Perkow (1944–2009), Bibliothekarin und Heimatforscherin
- Doris Schlosser (* 1944), Marathonläuferin
- Claudia Schmölders (* 1944), Kulturwissenschaftlerin, Schriftstellerin und Übersetzerin
- Jörg Ueltzhöffer (* 1944), Sozialwissenschaftler und Politiker (SPD)
- Gert Weisskirchen (* 1944), Politiker (SPD)
- Götz Werner (1944–2022), Gründer von dm-drogerie markt
- Karl-Martin Dietz (* 1945), Altphilologe, Sozialphilosoph und Kulturwissenschaftler
- Dieter Freise (1945–2018), Feldhockeyspieler
- Wiltrud Fuchs (* 1945), Kirchenmusikerin
- René Koch (* 1945), Visagist, Schönheitsexperte und Autor
- Anton Ottmann (* 1945), Schriftsteller und Journalist
- Annamaria Rucktäschel (* 1945), Kommunikationswissenschaftlerin
- Michael Schmid-Ospach (1945–2022), Journalist
- Jürgen Schütz (* 1945), Politiker (CDU)
- Bernhard Theil (* 1945), Historiker und Archivar
- Karl-Heinz Weingärtner (1945–2011), Jurist
- Guido Adler (* 1946), Mediziner
- Stefan Berger (1946–2023), Chemiker und Hochschullehrer
- Peter Braun-Munzinger (* 1946), Kernphysiker und Hochschullehrer
- Friedhelm Ernst (1946–2015), Politiker (FDP)
- Rudolf Franzmann (* 1946), Politiker (SPD)
- Karl Otto Greulich (1946–2024), Laserphysiker, Gerontologe und Professor
- Werner Holly (* 1946), Germanist, Sprachwissenschaftler und Hochschullehrer
- Ursula Jungherr (* 1946), Politikerin (CDU)
- Reinhard Karl (1946–1982), Alpinist, Fotograf und Schriftsteller
- Rudolf Kratzert (1946–2018), Klavierpädagoge, Pianist und Lehrer
- Johann-Henrich Krummacher (1946–2008), evangelischer Geistlicher, Publizist und Politiker (CDU)
- Axel Mehlmann (* 1946), katholischer Geistlicher, Generalvikar des Erzbistums Freiburg
- Hans-Wolfgang Menges (* 1946), Facharzt und Bildender Künstler
- Fritz-Heiner Mutschler (* 1946), Altphilologe
- Romani Rose (* 1946), Bürgerrechtsaktivist und Vorsitzender des Zentralrats Deutscher Sinti und Roma
- Volker Schneider (* 1946), Lehrer und Chorleiter
- Wolfgang Seeliger (* 1946), Dirigent und Chorleiter
- Bernd Weisbrod (* 1946), Historiker
- Klaus Ziemer (* 1946), Politikwissenschaftler
- Götz Aly (* 1947), Historiker und Journalist
- Joachim Ehrig (* 1947), Ruderer
- Ulrich Erckenbrecht (* 1947), Schriftsteller, Philosoph und Privatgelehrter sowie Verleger
- Werner Fuld (* 1947), Autor und Literaturkritiker
- Georg Michael Hafner (* 1947), Fernsehjournalist
- Peter Hahn (* 1947), Jurist und Verbandsgeschäftsführer
- Michael Holzach (1947–1983), Journalist und Buchautor
- Christoph Kulenkampff (1947–2018), Rechtsanwalt, Staatssekretär in Hessen
- Edmund Merkel (* 1947), Politiker (CDU), Oberbürgermeister von Balingen
- Günther Öhlschläger (1947–2017), Germanist
- Hans Pfisterer (1947–2021), Theologe und Kirchenhistoriker sowie Prälat der Evangelischen Landeskirche in Baden
- Jackson Browne (* 1948), US-amerikanischer Rockmusiker
- Günter Haritz (* 1948), Radrennfahrer
- Rainer Hudemann (* 1948), Historiker
- Karl-Michael Krummacher (* 1948), Bratschist
- Wolfgang Maier-Preusker (* 1948), Kunsthistoriker
- Matthias Schmidt-Preuß (* 1948), Jurist und Hochschullehrer
- Gerhard Vormwald (1948–2016), Fotograf
- Stefan Hormuth (1949–2010), Sozialpsychologe
- Frieder Meyer-Krahmer (* 1949), Ökonom und Innovationsforscher, Staatssekretär im Bundesministerium
- Bernhard von Mutius (* 1949), Schriftsteller und Sozialwissenschaftler
- Michael Peter (1949–1997), Feldhockeyspieler, Olympiasieger
- Werner Pfisterer (* 1949), Politiker (CDU)
- Bernhard Wahl (* 1949), Jurist
- Friedrich Winnes (1949–2005), Künstler
- Gerd Baumann (* 1950), Maler und Grafiker
- Martin Dornes (1950–2021), Soziologe, Psychologe und Psychotherapeut
- Karl-Heinz Frey (1950–2019), Fußballspieler
- Kurt Wilhelm Hofmann (1950–2023), Maler, Zeichner und Grafiker
- Jörg Thomas Lambrecht (1950–2022), Mund-, Kiefer- und Gesichtschirurg
- Peter Langer (* 1950), Kulturmanagement und Kulturhistoriker
- Tamara Wyss (1950–2016), Dokumentarfilm-Regisseurin

#### 1951 bis 1960
- Barbara Dippelhofer-Stiem (* 1951), Soziologin
- Jörg Graser (* 1951), Regisseur und Drehbuchautor
- Anselm Kratochwil (* 1951), Biologe
- Joachim Löhr (1951–2009), Orthopäde
- Karl-Heinz Meisel (* 1951), Informatiker und Hochschullehrer
- Thomas Rabe (* 1951), Professor für Gynäkologie und Geburtshilfe
- Thomas Rabenschlag (* 1951), Musiker, Pianist, Komponist, Arrangeur, Sänger, Kabarettist und Pädagoge
- Dagmar Reim (* 1951), Journalistin
- Barbara Rendtorff (* 1951), Soziologin und Erziehungswissenschaftlerin, Professorin für Schulpädagogik und Geschlechterforschung
- Don Zagier (* 1951), amerikanischer Mathematiker
- Adelheid Arndt (* 1952), Schauspielerin
- Otto Frey (* 1952), Fußballspieler
- Reimund Gerhard (* 1952), Physiker und Hochschullehrer
- Matthias Kurth (* 1952), Präsident der Bundesnetzagentur
- Rick McCallum (* 1952), US-amerikanischer Filmproduzent
- Helmut Müller (* 1952), Politiker (CDU)
- Hans-Joachim Otto (* 1952), Politiker (FDP)
- Gerhard Rösch (1952–1999), Historiker
- Paul Rösch (* 1952), Biophysiker
- Eckart Stratenschulte (* 1952), Leiter der Europäischen Akademie Berlin
- Joachim Auer (1953–2017), Politiker (CDU)
- Horst-Heinrich Brauß (* 1953), Generalleutnant des Heeres der Bundeswehr
- Rainer Hofmann (* 1953), Rechtswissenschaftler
- Klaus Merkel (* 1953), Maler und Hochschullehrer
- Helmut Oesterreich (* 1953), Gitarrist und Dirigent
- Christoph Schoener (* 1953), Kirchenmusiker
- Charlotte Schulze (* 1953), Juristin, Hochschullehrerin
- Hellmut Seemann (* 1953), Kulturmanager
- Gerald Uhlig (1953–2018), Regisseur und Schauspieler
- Annette Wilke (* 1953), deutsch-schweizerische Professorin
- Andreas Gold (* 1954), Psychologe und Professor für Pädagogische Psychologie
- Heinz Hoffmann (1954–2020), Politiker (Die Linke)
- Matthias Holländer (* 1954), Maler
- Marion Meyer (* 1954), Klassische Archäologin
- Stefan Rose-John (* 1954), Biochemiker und Hochschullehrer
- Christian Rumpf (* 1954), Jurist, Rechtsanwalt, Hochschullehrer und Autor
- Erich Steiner (* 1954), Sprach- und Übersetzungswissenschaftler, Hochschullehrer
- Arnulf Freiherr von Eyb (* 1955), Politiker (CDU)
- Alexander Kapp (* 1955), Dermatologe und Allergologe, Hochschullehrer
- Eva Karcher (* 1955), Kunsthistorikerin
- Helmut Kettenmann (* 1955), Hirnforscher und Neurobiologe
- Gerhard Liebscher (* 1955), Politiker (Bündnis 90/Die Grünen)
- Thomas Lindenberger (* 1955), Neuzeit-Historiker
- Lothar Zöller (* 1955), Sanitätsoffizier, Oberstarzt
- Cornelius Greither (* 1956), Mathematiker
- Frank Holl (* 1956), Literaturwissenschaftler und Historiker
- Andrea Gabriella Kapsaski (* 1956), Schauspielerin, Filmproduzentin, Lyrikerin und Übersetzerin
- Thomas Koschwitz (* 1956), Hörfunk- und Fernsehmoderator
- Manfred Kreis (* 1956), Brigadegeneral des Heeres der Bundeswehr
- Rebecca Moesta (* 1956), US-amerikanische Schriftstellerin
- Wolfgang W. Müller (* 1956), katholischer Theologe, Ordensgeistlicher und Hochschullehrer
- Frieder Rubik (* 1956), Wirtschaftswissenschaftler
- Harald Schuh (* 1956), Geodät
- Alexander Waibel (* 1956), Informatiker
- Christian Altenburger (* 1957), österreichischer Violinist und Hochschullehrer
- Rufus Beck (* 1957), Theater- und Filmschauspieler sowie Sprecher
- Harald Garrecht (1957), Bauingenieur und Werkstoffwissenschaftler
- Johannes Hahn (* 1957), Historiker
- Michael Heinrich (* 1957), Politikwissenschaftler
- Joachim R. Iffland (* 1957), Schauspieler
- Wolfgang Ketterle (* 1957), Physiker und Nobelpreisträger
- Peter Kunkel (* 1957), Mathematiker
- Mario Ludwig (* 1957), Biologe und Autor
- Franz Pany (1957–2021), Bundesvorsitzender der Sudetendeutschen Landsmannschaft
- Bernd Schmitt (* 1957), Professor für International Business
- Volker Staab (* 1957), Architekt
- Jörg-Martin Willnauer (* 1957), Kabarettist, Komponist, Autor und Dozent
- Christoph Bührer (* 1958), Neonatologe
- Christoph Eichhorn (* 1958), Diplomat
- Anselm Gerhard (* 1958), Musikwissenschaftler und Opernforscher
- Rainer Gries (* 1958), Historiker und Hochschullehrer
- Matthias Joachim Maaß (1958–2019), Zeichner und Maler
- Veit Probst (* 1958), Philologe, Historiker, Bibliothekar und Direktor
- Rainer Balzer (* 1959), Landtagsabgeordneter in Baden-Württemberg
- Josha Frey (* 1959), Sozialpädagoge und Politiker (Bündnis 90/Die Grünen)
- Domenico Giulini (* 1959), theoretischer Physiker
- Christian Hartmann (* 1959), Historiker
- Andreas Helmling (1959–2019), Bildhauer und Designer
- Christina Hoegen-Rohls (* 1959), evangelische Theologin und Hochschullehrerin
- Nico Hofmann (* 1959), Regisseur, Filmproduzent und Drehbuchautor
- Thomas Klein (* 1959), Politiker (CDU)
- Andreas Liebold (* 1959), Moderator, Kabarettist und Autor
- Gabriele Metzger (* 1959), Schauspielerin
- Michael Quast (* 1959), Schauspieler, Kabarettist, Regisseur und Produzent
- Dieter Thomä (* 1959), Philosoph und Professor
- Arnim Töpel (* 1959), Kabarettist und Musiker
- Andreas Wirsching (* 1959), Historiker
- Peter Espeloer (* 1960), Schauspieler
- Andreas Hoffmann (* 1960), Politiker (CDU)
- Korinna Huber (* 1960), Veterinärin und Tierphysiologin
- Andreas Kaplony (* 1960), Islamwissenschaftler
- Dirk Eberhard Kirst (* 1960), Präsident des Sächsischen Landesarbeitsgerichts
- Rüdiger Klos (* 1960), Unternehmensberater, Landtagsabgeordneter
- Udo Rein (* 1960), Künstler in den Bereichen Filmkunst und Malerei
- Richard Sammel (* 1960), Schauspieler
- Armin Schlechter (* 1960), Philologe und Bibliothekar
- Notger Slenczka (* 1960), Professor für Systematische Theologie
- Christoph Waitz (* 1960), Politiker (FDP)
- Fritz Walter (* 1960), Fußballspieler
- Pe Werner (* 1960), Sängerin
- Ulrich Windfuhr (* 1960), Dirigent

#### 1961 bis 1970
- Jens Baganz (* 1961), Politiker (CDU)
- Angelika Berlejung (* 1961), evangelische Theologin
- Michael Bracht (* 1961), lutherischer Theologe und Künstler
- Stephan Brenn (* 1961), Künstler
- Martin Kaltschmitt (* 1961), Energiewirtschaftler und Ingenieur
- Siegfried Kollmar (1961–2024), Polizeipräsident von Mannheim
- Kai A. Konrad (* 1961), Wirtschaftswissenschaftler
- Thomas Kruse (* 1961), Althistoriker
- Sabine Leidig (* 1961), Politikerin (Die Linke), Gewerkschafterin und Biologielaborantin
- Ulman Lindenberger (* 1961), Psychologe
- Hans-Georg von der Marwitz (* 1961), Landwirt und Politiker (CDU)
- Martina Münch (* 1961), Politikerin und Ärztin
- Friederike Nüssel (* 1961), Professorin für Systematische Theologie
- Katina Schubert (* 1961), Politikerin (Die Linke)
- Claus Stötter (* 1961), Trompeter
- Andreas Zierl (* 1961), Altphilologe
- Andreas Bartl (* 1962), Medienmanager
- Bruno Bleckmann (* 1962), Althistoriker
- Matthias Bloechle (* 1962), Frauenarzt
- Stefan Dallinger (* 1962), Politiker (CDU)
- Roland Feldhoffer (* 1962), Gewichtheber
- Volker Küster (* 1962), evangelischer Theologe
- Fabian Lau (* 1962), Satiriker, Liedtexter, Autor und Musiker
- Frauke Melchior (* 1962), Biochemikerin
- Axel Naumer (* 1962), Radiomoderator und Kabarettist
- Stefan Rebmann (* 1962), Politiker (SPD)
- Michael Roth (* 1962), Handballspieler und -trainer
- Ulrich Roth (* 1962), Handballspieler
- Reinhard Schröder (* 1962), Genetiker und Hochschullehrer
- Matthias Tiefenbacher (* 1962), Regisseur
- Henrik Walter (* 1962), Psychiater, Hirnforscher und Philosoph
- Martin U. Waltz (* 1962), Fotograf und Autor
- Volker Weidler (* 1962), Autorennfahrer
- Claus Wichmann (1962–2023), Politiker (SPD)
- Thomas Barth (* 1963), Comedian Perkeo, Schreinermeister und Politiker (CDU)
- Gerd Dais (* 1963), Fußballspieler und -trainer
- Heike Egner (* 1963), Geographin und Hochschullehrerin
- Marc Frey (* 1963), Historiker und Hochschullehrer
- Jacques Gassmann (* 1963), Maler und Zeichner
- Berthold Huber (* 1963), Manager
- Ute Leidig (* 1963), Politikerin (Bündnis 90/Die Grünen)
- Rudolf Meister (* 1963), Pianist
- Jens Neuhaus (* 1963), Schauspieler
- Jörg Quoos (* 1963), Journalist
- Marion Schneid (* 1963), Politikerin (CDU)
- Evelyn Schulz (* 1963), Japanologin und Hochschullehrerin
- Bernd Stadel (* 1963), Stadtplaner, Erster Bürgermeister
- Gernot Vogel (* 1963), Chemiker, Herpetologe und Fachautor
- Rainer Dulger (* 1964), Unternehmer
- Ralf Gustke (* 1964), Schlagzeuger
- Christian Henn (* 1964), Radrennfahrer
- Sebastian Hübner (* 1964), Konzertsänger, Hochschullehrer und Chorleiter
- Christian Katzenmeier (* 1964), Jurist und Professor
- Alexander Klee (* 1964), Kunsthistoriker, Ausstellungskurator und Sachbuchautor
- Árpád von Klimó (* 1964), Neuzeithistoriker, Hochschullehrer und Buchautor
- Andreas Kodsi (* 1964), Motorsport-Rennfahrer
- Joachim Müller-Jung (* 1964), Wissenschaftsjournalist
- Ruth Noack (* 1964), Kunsthistorikerin
- Alexander Pschera (* 1964), Autor und Übersetzer
- Ulrike Sarvari (* 1964), Leichtathletin
- Stefan Sauter (* 1964), Mathematiker
- Carlo Schäfer (1964–2015), Krimiautor
- Christoph Spengel (* 1964), Finanzwirtschaftler
- Simone von Stosch (* 1964), Fernsehjournalistin
- Ruben Talberg (* 1964), deutsch-israelischer Maler und Fotograf
- Klaus Tochtermann (* 1964), Professor am Institut für Informatik
- Ute Vogt (* 1964), Politikerin (SPD)
- Oliver Zipse (* 1964), Manager, Vorstandsvorsitzender der BMW AG
- Kai Ambos (* 1965), Hochschullehrer
- Katja Becker (* 1965), Medizinerin und Ernährungswissenschaftlerin
- Nina Buchmann (* 1965), Geoökologin und Hochschullehrerin
- Moritz Eggert (* 1965), Komponist und Pianist
- Andrea Fadani (* 1965), Agrarökonom und Stiftungsmanager
- Hansi Flick (* 1965), Fußballspieler und -trainer
- Ursula Gärtner (* 1965), Philologin
- Dorothea Hauser (* 1965), Historikerin und Autorin
- Berthold Kuhn (* 1965), Politikwissenschaftler
- Stefan Lottermann (* 1965), Posaunist
- Michail Paweletz (* 1965), Journalist und Fernsehmoderator
- Konstanze Sailer (* 1965), Malerin
- Pit Schultz (* 1965), Informatiker, Internetaktivist, Autor, Medienkünstler
- Peter Winzer (* 1965), Wirtschaftswissenschaftler
- Heinrich Amadeus Wolff (* 1965), Rechtswissenschaftler
- Barbara Becker (* 1966), Fernsehschauspielerin
- Annette Bulfon (* 1966), Politikerin (FDP)
- Sebastian Conrad (* 1966), Historiker und Hochschullehrer
- Ingrid El Sigai (* 1966), deutsch-ägyptische Sopranistin sowie Sprecherin und Moderatorin
- Stefan Emmerling (* 1966), Fußballspieler und -trainer
- Erik Faulhaber (* 1966), Gestalter und Typograf
- Thomas Gomminginger (* 1966), Fußballspieler und -funktionär
- Petra Gute (* 1966), Fernsehmoderatorin und Journalistin
- Felicitas Heyne (* 1966), Psychologin und Autorin
- Dennis James (* 1966), Bodybuilder
- Gordian Maugg (* 1966), Filmregisseur und Drehbuchautor
- Move D (* 1966), Komponist, Klangkünstler, Musiker, Musikproduzent, DJ und Techno-Produzent
- Thilo Reinhardt (* 1966), Opernregisseur
- Christoph Schweigert (* 1966), Mathematiker und Physiker
- Petra Sigmund (* 1966), Diplomatin
- Carsten Stawitzki (* 1966), Admiral
- Martin Paul Waßmer (* 1966), Jurist
- Johannes Weidenmüller (* 1966), Jazz-Bassist
- Johannes Weigand (* 1966), Opernregisseur und -intendant
- Jochen A. Bär (* 1967), Germanist, Linguist und Hochschullehrer
- Oliver Erens (* 1967), Arzt, Publizist und Zauberkünstler
- Florian T. Furtak (* 1967), Politikwissenschaftler
- Peter Hornung (* 1967), Journalist, investigativer Reporter und Auslandskorrespondent
- Anja Kraus (* 1967), Erziehungswissenschaftlerin und Kunstpädagogin
- Roland Krischke (* 1967), Literaturwissenschaftler, Museumsdirektor in Altenburg
- Annegret Kuhn (* 1967), Dermatologin und Hochschullehrerin
- Rüdiger Patzschke (* 1967), Fußballspieler
- Olivia Powell (* 1967), Radiomoderatorin
- Eckart Runge (* 1967), Cellist und Hochschulprofessor
- Jacques Schulz (* 1967), Sportjournalist
- Stephan Valentin (* 1967), Schriftsteller
- Marcus Walz (* 1967), Custombike-Bauer, Rennfahrer, Autor und TV-Protagonist
- Frank Weber (* 1967), Tierschützer und Fernsehmoderator
- Antje Wessels (* 1967), Altphilologin
- Natalia E. Woytasik (* 1967), Fotografin, Malerin und experimentelle Musikerin
- Jörg Albrecht (* 1968), Kommunalpolitiker, Oberbürgermeister von Sinsheim
- Felix Astor (* 1968), Jazzmusiker
- Kathrin Frosch (* 1968), Bühnen- und Kostümbildnerin
- Jan Hatzius (* 1968), Ökonom
- Ina Hein (* 1968), Japanologin
- Katharina Herb (* 1968), Opernsängerin und Kabarettistin
- Arnulf Herrmann (* 1968), Komponist und Hochschullehrer
- Markus Hochhaus (* 1968), Handballspieler
- Monika Piazzesi (* 1968), Wirtschaftswissenschaftlerin und Hochschullehrerin
- Thomas Schmidt (* 1968), Philosophie-Professor
- Barbara Schmidt-Thieme (* 1968), Mathematikdidaktikerin
- Katja Schumacher (* 1968), Triathletin und Ironman-Siegerin
- Alexandra Stolley (* 1968), TV-Rechtsanwältin
- Jeanette Wagner (* 1968), Filmregisseurin und Drehbuchautorin
- Christoph Ahlhaus (* 1969), Politiker (CDU)
- Michael Brückner (* 1969), Komponist und Musiker im Bereich der elektronischen Musik
- Susanne Burkhard (* 1969), Schauspielerin und Tänzerin
- Guido Dieckmann (* 1969), Schriftsteller
- Anna Holmes (* 1969), englische Schauspielerin und Singer-Songwriterin
- Martin Höpner (* 1969), Politikwissenschaftler
- Lars Jaeger (1969–2024), schweizerisch-deutscher Unternehmer und Autor
- Dirk Lehr (* 1969), Rechtsanwalt, Kunstsammler und Sachbuchautor
- Jochen Mohr (* 1969), Rechtswissenschaftler
- James von Moltke (* 1969), Vorstandsmitglied und Finanzvorstand der Deutschen Bank
- Britta Nord (* 1969), Übersetzungswissenschaftlerin
- Cordula Nussbaum (* 1969), Autorin, Rednerin und Coach
- Toni-L (* 1969, Toni Landomini), Rapper
- Georg Vogeler (* 1969), Historiker
- Alexander Walzer (* 1969), Unternehmer
- Sabrina Zwach (* 1969), Theaterschaffende
- Attila Murat Aydın (1970–2003), Graffiti-Künstler, Breakdancer, Beatboxer und Rapper
- Michael Csaszkóczy (* 1970), Lehrer und Antifa-Aktivist
- Meinhard Jenne (* 1970), Musiker
- Katharina John (* 1970), Dramaturgin
- Charlotte Kreuter-Kirchhof (* 1970), Rechtswissenschaftlerin und Hochschullehrerin
- Achim Lichtenberger (* 1970), Klassischer Archäologe und Hochschullehrer
- Eva Mayerhofer (* 1970), Jazzsängerin
- Cornelia Schindler (* 1970), Schauspielerin
- Albrecht Schütte (* 1970), Physiker und Politiker
- Manuela Stacke (* 1970), Autorin und Regisseurin
- Frank Stanzl (* 1970), Organist, Cembalist und Komponist
- Isabel Tuengerthal (* 1970), Schauspielerin und Musikerin
- Jakob von Weizsäcker (* 1970), Ökonom und Politiker
- Cress Williams (* 1970), US-amerikanischer Schauspieler

#### 1971 bis 1980
- Ruth Bielfeldt (* 1971), Klassische Archäologin, Hochschullehrerin
- Nils Frederking (* 1971), Designer
- Knut Hake (* 1971), Filmeditor
- Stephan Harbarth (* 1971), Politiker (CDU) und Rechtsanwalt
- Julika Jenkins (* 1971), Schauspielerin
- Konrad Koselleck (* 1971), Jazzmusiker, Bigband-Leader
- Kathrin Lemke (1971–2016), Jazzmusikerin und Musikpädagogin
- Ijoma Mangold (* 1971), Literaturkritiker
- Angela Sandritter (* 1971), Schauspielerin
- Amelie Soyka (* 1971), Autorin
- Torch (* 1971, Frederik Hahn), Rapper
- Murat Aslanoğlu (* 1972), muslimischer Vorsitzender des KCID
- Boulevard Bou (* 1972, Bülent Teztiker), DJ und Rap-Produzent
- Marc Eberle (* 1972), Filmregisseur und Drehbuchautor
- Andreas Engert (* 1972), Rechtswissenschaftler
- André Sarrasani (* 1972), Zirkusdirektor
- Stieber Twins (* 1972, Martin und Christian Stieber), Hip-Hop-Duo
- Bettina Zipp (* 1972), Sprinterin
- Andre Baumann (* 1973), Biologe und Politiker
- Bettina Belitz (* 1973), Jugendbuchautorin und Journalistin
- Tatjana Geßler (* 1973), Moderatorin
- Samon Kawamura (* 1973), Instrumental-Hip-Hop-Produzent
- Rainer Kloss (* 1973), Basketballspieler und -trainer
- Julian Scheunemann (* 1973), Schauspieler
- Pamela Spence (* 1973), türkische Rockmusikerin
- Bernd F. Straub (* 1973), Chemiker und Professor
- Maja Classen (* 1974), Filmregisseurin
- Alexander Emmerich (* 1974), Autor
- Moritz Freise (* 1974), Filmmusikkomponist
- Jan G. Grünwald (* 1974), Kunstpädagoge
- Oliver Klein (* 1974), Richter am Bundesgerichtshof
- Jerker Kluge (* 1974), Jazzmusiker
- Maggie Peren (* 1974), Drehbuchautorin, Schauspielerin und Regisseurin
- Sanna Englund (* 1975), Schauspielerin
- Klaus Gärtner (* 1975), Handballtrainer
- Clemens Orth (* um 1975), Musikproduzent und Jazzmusiker
- Matthias Örüm (* 1975), Fußballspieler
- Jaan Patterson (* 1975), Komponist und Poet
- Miriam Pielhau (1975–2016), Fernseh- und Hörfunkmoderatorin
- Christoph Reißfelder (* 1975), Mediziner
- Cornelius Riese (* 1975), Bankmanager
- Albrecht Selge (* 1975), Schriftsteller
- Yvonne Spath (* 1975), Moderatorin und Sängerin
- Marcus Stotz (* 1975), Kameramann
- Ulrich Wolf (* 1975), Handballspieler
- Vincent Assmann (* 1976), Filmeditor
- Demir Duric (* 1976), Fußballspieler und -trainer
- Calvin Hollywood (* 1976), Fotokünstler und Digital Artist
- Lancelot von Naso (* 1976), Filmregisseur und Drehbuchautor
- Natalie Peters (* 1976), Improvisationsmusikerin
- Pascal Roller (* 1976), Basketballspieler
- Maria Sainz Rueda (* 1976), Malerin und Grafikerin
- Stefan Weber (* 1976), Mittellateinischer Philologe, Hochschullehrer
- Olli Banjo (* 1977), Musiker
- Alianne Diehl (* 1977), Schauspielerin und Sprecherin
- Michael Fassbender (* 1977), deutsch-irischer Schauspieler
- Sebastian Herrmann (* 1977), Schauspieler
- Christian Jung (* 1977), Politiker (FDP)
- Anne Käfer (* 1977), evangelische Theologin, Hochschullehrerin
- Johannes Paul Raether (* 1977), Performance-Künstler und Hochschullehrer
- Konrad Stockmeier (* 1977), Bundestagsabgeordneter
- Florian Willet (* 1977), Wirtschaftsjurist, Ökonom, Kommunikationspsychologe und Buchautor
- Julia Rebekka Adler (* 1978), Bratschistin
- Peter Bold (* 1978), Zauberkünstler und Bariton
- Sebastian Cuny (* 1978), Landtagsabgeordneter
- Carsten Eder (* 1978), Filmeditor
- Mackie Heilmann (* 1978), Film- und Theater-Schauspielerin
- Timo Jouko Herrmann (* 1978), Komponist, Musikwissenschaftler und Dirigent
- Felix Klare (* 1978), Schauspieler
- Felix Novo de Oliveira (* 1978), Kameramann
- Mara Pfeiffer (* 1978), Autorin und Journalistin
- Oliver Rath (1978–2016), Fotograf
- Kai Schmidt-Eisenlohr (* 1978), Politiker (Bündnis 90/Die Grünen), MdL
- Vanessa Walder (* 1978), Autorin
- Sebastian Becker  (* 1979), Schauspieler und Hörspielsprecher
- Till Behnke (* 1979), Unternehmer und Rugby-Nationalspieler
- Ben Braun (* 1979), Schauspieler
- Ken Duken (* 1979), Schauspieler
- Isabel Hecker (* 1979), Fernseh- und Hörfunkjournalistin und Fernseh-Moderatorin
- Riaz Khabirpour (* 1979), Jazzmusiker
- Elisabeth Raether (* 1979), Autorin und Journalistin
- Julian Amershi (* 1980), Journalist und Dokumentarfilmer
- Alexander Föhr (* 1980), Politiker (CDU)
- Siggi Kautz (* 1980), Schauspieler und Musiker
- Christian Klein (* 1980), Manager, Vorstand der SAP
- Béatrice Lienemann (* 1980), Philosophin
- Johannes Lipps (* 1980), Klassischer Archäologe
- Matthias Rohr (* 1980), Handballspieler
- Carsten Rothenbach (* 1980), Fußballspieler
- Christoph Teinert (* 1980), Fußballspieler
- Marlene Weingärtner (* 1980), Tennisspielerin
- Manuel Wilhelm (* 1980), Rugby-Union-Spieler
- Christian Zeitz (* 1980), Handballspieler

#### 1981 bis 1990
- Stephan R. Bellem (* 1981), Fantasy-Autor
- Luisa Katharina Davids (* 1981), Schauspielerin
- Phoebe Gaa (* 1981), Journalistin
- Denis Gremelmayr (* 1981), Tennisspieler
- Jan Grossarth (* 1981), Journalist und Autor
- Almuth Grüber (* 1981), Triathletin
- Florian Kessler (* 1981), Kulturjournalist und Lektor
- Anna Luise Kiss (* 1981), Schauspielerin
- Dörte Pietron (* 1981), Extrembergsteigerin, Kletterin sowie Bergführerin bzw. Skiführerin
- Christoph Schauder (* 1981), Jurist und Kommunalpolitiker
- Julia Bähr (* 1982), Journalistin und Schriftstellerin
- Jochen Breyer (* 1982), Fernsehmoderator
- Umut Erdoğan (* 1982), deutsch-türkischer Fußballspieler
- Volkan Glatt (* 1982), deutsch-türkischer Fußballspieler
- Mario Göttlicher (* 1982), Fußballspieler
- Camilla Kallfaß (* 1982), Musical-Sängerin
- Jürgen Kretz (* 1982), Politiker (Bündnis 90/Die Grünen)
- Andreas Kulick (* 1982), Rechtswissenschaftler und Professor
- Ruben Martini (* 1982), Richter am Bundesfinanzhof
- Christian Schmitt (* 1982), Journalist und Koch
- Jessica Walther-Gabory (* 1982), deutsch-französische Schauspielerin und Synchronsprecherin
- Danyal Bayaz (* 1983), Politiker der Grünen, Bundestagsabgeordneter
- Jan Felix Hoffmann (* 1983), Rechtswissenschaftler und Hochschullehrer
- Andreas Margara (* 1983), Historiker und Journalist
- Felix Schäfer (* 1983), Schauspieler und Regisseur
- Simon Stadler (* 1983), Tennisspieler
- Bastian Stein (* 1983), Jazzmusiker und Komponist
- Martin Stoll (* 1983), Fußballspieler
- Insa Thiele-Eich (* 1983), Meteorologin und Astronautenkandidatin
- Marco Hauk (* 1984), Handballspieler
- Janis Heindel (* 1984), Basketballspieler
- Kai Herdling (* 1984), Fußballspieler
- Jürgen Spieß (* 1984), Gewichtheber
- Timo Staffeldt (* 1984), Fußballspieler
- Maike Weiss (* 1984), Handballspielerin
- Andreas Wirth (* 1984), Autorennfahrer
- Julia Kelz (* 1985), Schauspielerin
- Stephanie Laier (* 1985), Motorradrennfahrerin
- Nelson Piquet junior (* 1985), brasilianischer Automobilrennfahrer
- Gregor Schmeißer (* 1985), Handballspieler
- Claudia Schückler (* 1985), Handballspielerin,
- Aytaç Sulu (* 1985), türkisch-deutscher Fußballspieler
- Ian Harding (* 1986), US-amerikanischer Schauspieler
- Benjamin Jaworskyj (* 1986), Fotograf, Moderator, Songschreiber und Sprecher von Werbespots
- Marcel Klefenz (* 1986), Fußballspieler
- Oliver Komarek (* 1986), Basketballspieler
- Emre Öztürk (* 1986), Fußballspieler
- Marisa Wojtkowiak (* 1986), deutsch-US-amerikanische Schauspielerin
- Animus (* 1987), Rapper
- Jan Fießer (* 1987), Fußballspieler und -trainer
- Nico Hillenbrand (* 1987), Fußballspieler
- Andreas Hofer (* 1987), Gerätturner
- Lena Mosel (* 1987), Journalistin und Fernsehmoderatorin
- Frank Ziegler (* 1987), Schauspieler und Sänger
- Christopher Fischer (* 1988), Eishockeyspieler
- Philipp Klingmann (* 1988), Fußballspieler
- Frank Mauer (* 1988), Eishockeyspieler
- Katharina Stauß (* 1988), Volleyballspielerin
- Tala Al-Deen (* 1989), Schauspielerin
- Maximilian Damm (* 1989), Filmregisseur, -produzent, Autor und Journalist
- Theresa Hahl (* 1989), Lyrikerin und Slam-Poetin
- Timmo Hardung (* 1989), Teammanager
- Moritz Oppelt (* 1989), Bundestagsabgeordneter
- Andreas Schön (* 1989), Fußballspieler
- Michel Abt (* 1990), Handballspieler
- Pila Bossmann (* 1990), Meteorologin und Journalistin
- Kai Dippe (* 1990), Handballspieler
- Christoph Hemlein (* 1990), Fußballspieler
- Nicolas Jüllich (* 1990), Fußballspieler
- Jens Klingmann (* 1990), Rennfahrer
- Florens Koch (* 1990), Fußballtrainer
- Christine Schneider (* 1990), Fußballspielerin
- Lara Schneider (* 1990), Schauspielerin

#### 1991 bis 2000
- Jan Bühn (* 1991), Motorradrennfahrer
- Nadine Gill (* 1991), Radsportlerin
- Andreas Hofmann (* 1991), Speerwerfer
- Hasret Kayikçi (* 1991), Fußballspielerin
- Lukas Rupp (* 1991), Fußballspieler
- Carla Schwaderer (* 1991), Film- und Theaterschauspielerin
- Niels Stein (* 1991), Leichtathlet
- Lara Süß (* 1991), Improvisationsmusikerin
- Felix Baur (1992–2013), Schweizer Radrennfahrer
- Aaron Berzel (* 1992), Fußballspieler
- Stephanie Breitner (* 1992), Fußballspielerin
- Jonas Hofmann (* 1992), Fußballspieler
- Fabienne Königstein, geborene Amrhein (* 1992), Leichtathletin
- Moritz Koser (* 1992), Jazzmusiker
- Balthasar Huber (* 1993), österreichischer Handballspieler
- Anna Kassautzki (* 1993), Politikerin (SPD)
- Shogo Seifert (* 1993), deutsch-japanischer Jazzmusiker
- Elisabeth Seitz (* 1993), Kunstturnerin
- Svenja Weger (* 1993), Seglerin
- Nico Bergold (* 1994), deutsch-thailändischer Fußballspieler
- Leonie Keilbach (* 1994), Fußballspielerin
- Malaika Mihambo (* 1994), Leichtathletin
- Cécile Pieper (* 1994), Hockeyspielerin
- Lucas Wolf (* 1994), Automobilrennfahrer
- Rick Wulle (* 1994), Fußballtorwart
- Niklas Würzner (* 1994), Basketballspieler
- Paul Zipser (* 1994), Basketballspieler
- Christina Otto (* 1995), Schauspielerin
- Lena Weiss (* 1995), Fußballspielerin
- Anton Dreger (* 1996), Schauspieler
- Jacqueline Otchere (* 1996), Stabhochspringerin
- Nicolai Rapp (* 1996), Fußballspieler
- Davis Schulz (* 1996), Schauspieler, Musiker, Komiker und Webvideoproduzent
- Charlie Casanova (* 1997), Künstlerin und Illustratorin
- Leonie Klinke (* 1997), Volleyball- und Beachvolleyballspielerin
- Hendrik Wagner (* 1997), Handballspieler
- Richard Freudenberg (* 1998), Basketballspieler
- Arbër Hoxha (* 1998), albanisch-kosovarischer Fußballspieler
- Samuel Soramies (* 1998), deutsch-finnischer Eishockeyspieler
- Alfons Amade (* 1999), Fußballspieler
- Nicolas Kristof (* 1999), österreichisch-deutscher Fußballtorwart
- Hamed Saleh (* 1999), Fußballspieler
- Alexander Stadler (* 1999), Hockeyspieler, Weltmeister
- Luis Görlich (* 2000), Fußballspieler
- Hannah Ludwig (* 2000), Radrennfahrerin
- Philipp Treu (* 2000), Fußballspieler

### 21. Jahrhundert
- Tim Detig (* 2001), Eishockeyspieler
- Daniel Klein (* 2001), Fußballtorhüter
- Oceania Mackenzie (* 2002),  australische Sportkletterin
- Florian Bähr (* 2003), Fußballspieler
- Eren Öztürk (* 2004), deutsch-türkischer Fußballspieler
- Lina von Schrader (* 2004), Fußballspielerin
- Felix Göttler (* 2005), Handballspieler
- Yannick Nagel (* 2005), Sportkletterer

## Weitere Persönlichkeiten von Heidelberg

### Bekannte Einwohner

#### Früher
- Hannah Arendt, * 14. Oktober 1906 in Linden; † 4. Dezember 1975 in New York, Publizistin und Professorin; Studium, Promotion 1928 (Wohnhaus war Schlossberg 16)
- Mathias Burkhard, * Dezember 1838; † 10. März 1922 in Heidelberg-Kirchheim; Orgelbauer mit Werkstattsitz an der Landhausstraße ab etwa 1862
- Thomas C. Breuer, * 5. Oktober 1952 in Eisenach, Schriftsteller und Kabarettist, wohnte 25 Jahre lang in Heidelberg und war Ensemblemitglied beim Heidelberger Zungenschlag von 1992 bis 2018
- Friedrich Bergius, * 11. Oktober 1884 in Goldschmieden bei Breslau; † 30. März 1949 in Buenos Aires, Nobelpreis der Chemie für Hochdruckchemie, Mäzen, wohnte 1925–49 in seiner Villa am Philosophenweg
- Carl Bosch, * 27. August 1874 in Köln; † 26. April 1940 in Heidelberg, Nobelpreis der Chemie für das Haber-Bosch-Verfahren zur Ammoniaksynthese, Chef der I. G. Farben, Stifter des Heidelberger Zoos, in seiner Villa am Schloß-Wolfsbrunnenweg heute das Carl-Bosch-Museum und die Klaus Tschira Stiftung
- Michael Braun, * 28. Februar 1958 in Hauenstein; † 23. Dezember 2022 in Heidelberg, Literaturkritiker und Herausgeber des Deutschlandfunk-Lyrikkalenders
- Oskar von Bülow, * 11. September 1837 in Breslau; † 19. November 1907 in Heidelberg, Rechtswissenschaftler, wohnte seit 1896 bis zu seinem Tode in seinem von dem Architekten Henkenhaf erbauten Altersruhesitz, der Villa Bülow, Gaisbergstraße 81, heute Kinder-Tagesstätte. Quelle: Stadtarchiv Heidelberg.
- Marie Coppius, * 14. Juni 1871 in Charkow; † 2. November 1949 in Heidelberg, Kindergärtnerin und Fröbelpädagogin
- Hilde Domin, * 27. Juli 1909 in Köln; † 22. Februar 2006 in Heidelberg, deutsche Dichterin und Schriftstellerin (Graimbergweg 5)
- Joseph Palamede de Forbin-Janson, * 1. Juli 1726 in Paris; † 24. März 1809 in Heidelberg; französischer General, der ab 1790 im Heidelberger Exil lebte, hier starb und ein Epitaph im Chor der Heiliggeistkirche besitzt
- Wolfgang Fortner, * 12. Oktober 1907 in Leipzig; † 5. September 1987 in Heidelberg, Komponist
- Albert Fritz, * Januar 1899 in Hornberg; † (hingerichtet) 25. Februar 1943, Eisendreher, Funktionär der KPD, wohnte ab 1925 in Heidelberg, war Mitglied des Heidelberger Stadtrates und Widerstandskämpfer gegen den Nationalsozialismus, wurde vom NS-Regime mehrfach interniert und schließlich mit dem Fallbeil exekutiert; nach ihm sind Straßen in Walldorf, Heidelberg und Mannheim benannt
- Erich Fromm, * 23. März 1900 in Frankfurt am Main; † 18. März 1980 in Locarno; lebte von 1919 bis 1928 (mit Unterbrechungen) in Heidelberg. Studium der Soziologie, Psychologie und Philosophie in Heidelberg. Promovierte dort 1922 bei Alfred Weber über „Das jüdische Gesetz“. Als Student wohnte er in der Plöck 64 und von 1924 bis 1928 führte er zusammen mit seiner Frau Dr. med. Frieda Fromm-Reichmann eine psychiatrische Praxis in der Mönchhofstraße 15, auch „Thorapeutikum“ genannt. Patienten wurden nicht nur therapiert, sondern auch bekocht und konnten im Hause wohnen. (Quelle: FUNK, Rainer (1999): Erich Fromm. Liebe zum Leben. S. 52 & 59–61)
- Hans-Joachim Glücklich, * 24. Januar 1941 in Frankfurt am Main; studierte in Heidelberg Klassische Philologie und war nach der Promotion 1966–69 Assistent an der Universität Heidelberg, wo er 1981 Honorarprofessor für Fachdidaktik der Alten Sprachen wurde
- Leopold Gmelin, * 2. August 1788 in Göttingen; † 13. April 1853 in Heidelberg; Chemie-Professor an der Universität Heidelberg
- Maria Gräfin Graimberg-Bellau, * 8. Juli 1879 in Bensheim; † 14. Juni 1965 in Heidelberg, Gründerin der Katholischen Sozialen Frauenschule
- Hermann Hagen. * 1898; † 1980, Kommunalpolitiker, von 1954 bis 1963 Erster Bürgermeister und Stellvertreter des Oberbürgermeisters von Heidelberg
- Edzard Hobbing, * 14. Mai 1909 in Berlin; † 25. Mai 1974 in Heidelberg, Bildhauer
- Erich Hübner, * 2. März 1917 in Leipzig; † 23. Februar 1985 in Heidelberg, Kirchenmusiker
- Camilla Jellinek, * 24. September 1860 in Wien; † 5. Oktober 1940 in Heidelberg, Frauenrechtlerin und Juristin, Ehrendoktorwürde der juristischen Fakultät der Universität Heidelberg
- Heinrich Kilber, * 8. März 1710 in Mainz; † 25. Oktober 1783 in Heidelberg, Theologe und Jesuitenpater, Rektor des Seminarium Carolinum in Heidelberg, Regens des Heidelberger Priesterseminars, Mitverfasser der Theologia Wirceburgensis
- Heinrich Kilger der Ältere, * 5. Februar 1881 in Niederwinkling; † 5. Mai 1965 in Heidelberg, Bierbrauer und sozialdemokratischer Funktionär, Stadtrat in Heidelberg
- Johann Jakob Joseph Kirschbaum, * 23. Juni 1721 in Worms; † 7. Juni 1804 in Heidelberg, Jurist und seit 1757 ordentlicher Professor der Rechtslehre an der Universität Heidelberg
- Wilhelm Klebitz, * um 1533; † 1568 in Paris, Theologe und Mathematiker, war Diakon und Hilfsprediger in Heidelberg
- Georg Adam Klemm, * 1902; † 1985, Kommunalpolitiker (CDU), von 1963 bis 1967 Erster Bürgermeister und Stellvertreter des Oberbürgermeisters von Heidelberg
- Jakob Hermann Knapp, * 1832; † 1911, Augenarzt, Förderer der Ophthalmoskopie, Gründer der ersten Augenklinik in Heidelberg
- Karl Korz, * 1932 in Speyer; † Juli 2016 in Heidelberg, Kommunalpolitiker, von 1967 bis 1992 Baubürgermeister und Erster Bürgermeister (Stellvertreter des Oberbürgermeisters) von Heidelberg
- Andreas Krämer, * 27. Mai 1730 in Handschuhsheim; † 30. März 1799 in Heidelberg, Orgelbauer und kurpfälzischer Hoforgelmacher
- Franz Kruckenberg, * 21. August 1882 in Uetersen; † 19. Juni 1965 in Heidelberg, Pionier des Schienen-Schnellverkehrs, Erbauer des legendären Schienenzeppelins 1931
- Walter Laufenberg, * 1. September 1935 in Opladen, Schriftsteller; lebte und schrieb von 1987 bis 1997 in Heidelberg
- Nathan Peter Levinson, * 23. November 1921 in Berlin; † 27. Oktober 2016 in Berlin, Landesrabbiner, lebte von 1961 bis 1985 in Heidelberg
- Hanna Leybrand, * 15. Juli 1945 in Passau; † 25. Mai 2017 in Heidelberg, Schriftstellerin, Rezitatorin und Opernsoubrette
- Dietrich Lohff, * 9. Januar 1941 in Tauche; † 1. Oktober 2016 in Heidelberg, Komponist
- Uwe Lohrmann, * 9. Dezember 1936 in Karlsruhe; † 17. November 2018 in Heidelberg, Komponist, Organist und Chorleiter
- Georg Lukács, * 13. April 1885 in Budapest; † 4. Juni 1971 in Budapest, ungarischer Philosoph, Literaturwissenschaftler und marxistischer Theoretiker
- Joachim Lutz, * 12. Januar 1906 in Höchst am Main; † 17. Februar 1954 in Heidelberg-Ziegelhausen, Maler und Journalist; lebte ab 1937 in Ziegelhausen, heute zu Heidelberg
- Marie Marcks, * 25. August 1922 in Berlin; † 7. Dezember 2014 in Heidelberg, Karikaturistin
- Johann Friedrich Mieg, * 25. Mai 1744 in Lingen; † 14. Dezember 1819 in Heidelberg, reformierter Prediger, Freimaurer und Illuminat, Kirchenrat und erster Pfarrer in Heidelberg
- Ludwig Georg Mieg, * 1705 in Marburg; † 1761 in Heidelberg, reformierter Prediger, Theologe und Hochschullehrer, Kirchenrat und Prediger in Heidelberg, Ephorus des Heidelberger Sapienzkollegiums
- Alfred Mombert, * 6. Februar 1872 in Breslau; † 8. April 1942 in Winterthur, jüdischer Rechtsanwalt und Dichter, 1940 nach Gurs deportiert
- Ernst Moro, * 8. Dezember 1874 in Laibach, Österreich, † 17. April 1951 in Heidelberg, Pädiater, Leiter der Heidelberger Kinderklinik
- Johann Friedrich Ernst Müller, * 1704, † 13. Mai 1750 in Heidelberg, Orgelbauer
- Theophilus Neuberger, * 5. Mai 1593 in Jena; † 9. Januar 1656 in Kassel, reformierter Theologe und Geistlicher, Student, Pfarrer und später kurpfälzischer Hofprediger in Heidelberg
- Josef Anton Overmann, * 1754 in Mannheim; † 1819 in Heidelberg, deutscher Orgelbauer
- Wilhelm Friedrich Overmann, * 1789 in Paderborn; † 1839 in Heidelberg, deutscher Orgelbauer und Sohn von Josef Anton Overmann
- Matthias Rohnacher, * 1961 in Mannheim, erster deutschsprachiger Poker-Weltmeister, wuchs in Heidelberg-Ziegelhausen auf und lebte in Heidelberg bis 1999
- Dominique Salhorgne, * 4. September 1757 in Toul; † 25. Mai 1836 in Paris, Theologieprofessor an der hiesigen Universität, später Ordensgeneral der Lazaristen
- Gustav Adolf Scheel, * 22. November 1907 in Rosenberg (Baden); † 25. März 1979 in Hamburg, Arzt und Funktionär (1936–1945) in der Zeit des Nationalsozialismus
- Heinrich Schmid, * 24. Juni 1799 in Jena; † 29. Januar 1836 in Heidelberg
- Christiane Schmidtmer, * 24. Dezember 1939 in Mannheim; † 13. März 2003 in Heidelberg, Hollywoodschauspielerin und Model der 1960er und 70er Jahre.
- Otto Schoetensack, * 12. Juli 1850 in Stendal; † 23. Dezember 1912 in Ospedaletti, Ligurien, Italien, Anthropologe, lebte von 1888 bis 1912 in Heidelberg, Blumenstraße 1.
- Albert Speer, * 19. März 1905 in Mannheim; † 1. September 1981 in London, Architekt, NS-Politiker und Kriegsverbrecher, ging in Heidelberg zur Schule und lebte nach seiner Haftentlassung ab 1966 in der von seinem Vater Albert Friedrich Speer gebauten Villa am Schloß-Wolfsbrunnenweg 50.
- Awet Tesfaiesus, * 5. Oktober 1974 in Asmara; Politikerin und Rechtsanwältin, studierte in Heidelberg Rechtswissenschaften, wohnte im Neuenheimer Feld; erste schwarze Frau im Deutschen Bundestag
- Mina Tobler, * 24. Juni 1880 in Zürich; † 5. Januar 1967 in Heidelberg, Pianistin und Klavierpädagogin
- Ernst Toller, * 1. Dezember 1893 in Samotschin, Posen; † 22. Mai 1939 in New York, Pazifist, Politiker und Schriftsteller
- Theodor Verhas, * 31. August 1811 in Schwetzingen; † 1. November 1872 in Heidelberg, Maler der Romantik
- Rudolf Walter, * 24. Januar 1918 in Groß Wierau; † 30. Oktober 2009 in Eppenheim, Organist, Komponist, Kirchenmusikdirektor und Hochschullehrer
- Felix Wankel, * 13. August 1902 in Lahr; † 9. Oktober 1988 in Heidelberg, Erfinder des nach ihm benannten Wankelmotors, stiftete die Felix-Wankel-Stiftung für Tierschutz dahier
- Alfred Weber, * 30. Juli 1868 in Erfurt; † 2. Mai 1958 in Heidelberg, Soziologe und Nationalökonom, Bruder von Max Weber
- Max Weber, * 21. April 1864 in Erfurt; † 14. Juni 1920 in München, Volkswirt und Soziologe
- Richard Weissbach, * 9. Mai 1882 in Chemnitz; † 24. April 1950 in Heidelberg, Heidelberger Verleger
- Götz Widmann, * 23. November 1965 in Bad Brückenau, Liedermacher; wuchs in Heidelberg auf
- Kurt Wildhagen, * 22. Oktober 1871 in Moskau; † 19. Februar 1949 in Heidelberg, Gelehrter, Sokratischer Lehrer – Der Weise von Heidelberg
- Georg Wittig, * 16. Juni 1897 in Berlin; † 26. August 1987 in Heidelberg, Chemieprofessor (Wittig-Reaktion), Nobelpreisträger der Chemie 1979, Bürgermedaille
- Girolamo Zanchi, * 2. Februar 1516 in Alzano Lombardo; † 19. November 1590 in Heidelberg, italienischer reformierter Theologe, Alttestamentler in Heidelberg

#### Gegenwärtig

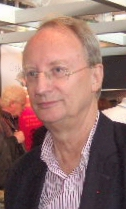
Klaus Staeck, 2007

- Salim Alafenisch, * 1948 in der Negev, Israel, deutsch schreibender palästinensischer Schriftsteller mit israelischer Staatsbürgerschaft.
- Anna Albinus, * 1986, Schriftstellerin
- Franziska van Almsick, * 5. April 1978 in Berlin, ehemalige Schwimmerin und mehrfache Welt- und Europameisterin
- Marlene Bach, * 1961 in Rheydt, Schriftstellerin (in Heidelberg spielende Kriminalromane)
- Barbara, Streetart- und Aktionskünstlerin
- Martin Bärenz, * 1956 in Fürth (Odenwald), Cellist, Kontrabassist, Komponist und Arrangeur
- Theresia Bauer, * 6. April 1965 in Zweibrücken/Pfalz, Politikerin (Bündnis 90/Die Grünen); von 2001 bis 2024 MdL von Baden-Württemberg, vertrat den Wahlkreis Heidelberg; von 2011 bis 2022 Landesministerin für Wissenschaft, Forschung und Kunst
- Erik Bertram, * 27. November 1987 in Kirn, Astro-Physiker, Buchautor und Professor für Digital Business Management an der Hochschule Fresenius Heidelberg
- Arvid Boecker, * 1964 in Wuppertal; Maler und Kurator, Vertreter der Konkreten Kunst
- Brigitte Borell-Seidel, Klassische Archäologin, Lehrbeauftragte an der Universität Heidelberg
- Franziska Brantner, * 24. August 1979 in Lörrach, Politikwissenschaftlerin und Politikerin (Bündnis 90/Die Grünen), MdB
- Michael Braum, * 1953 in Bad Homburg vor der Höhe, Stadtplaner und Hochschullehrer für Städtebau und Entwerfen an der Gottfried Wilhelm Leibniz Universität Hannover sowie geschäftsführender Direktor der IBA Heidelberg
- Ardian Bujupi, * 27. April 1991 in Pristina, Sänger, in Heidelberg aufgewachsen
- Michael Buselmeier, * 25. Oktober 1938 in Berlin, Schriftsteller; Mitbegründer der Heidelberger Stadtzeitung Communale
- Marilena Geugjes, * 1991 in Viernheim, Politikerin (Bündnis 90/Die Grünen); MdL von Baden-Württemberg, vertritt den Wahlkreis Heidelberg; Stadträtin in Heidelberg
- Mathias Herrmann, * 16. Juli 1962 in Friedberg, Schauspieler
- Jakob Köllhofer, *  26. September 1947 in Kiechlinsbergen, Kulturmanager und war langjähriger Leiter des DAI
- Kurdo (Kurdo Jalal Omar Abdel Kader), * 30. November 1988 in Sulaimaniyya, Rapper, in Heidelberg aufgewachsen
- Lune (Mailan Ghafouri), * 25. September 2002, in Heidelberg zur Schule gegangen
- Norbert Lehmann, * 29. Februar 1960 in Dortmund, Journalist und Fernsehmoderator
- Udo Leuschner, * 13. Juli 1944 in Bitterfeld; Journalist und Schriftsteller
- Gerhard Liedke, * 18. Dezember 1937 in Karlsruhe, evangelischer Theologe
- Jagoda Marinić, * 20. September 1977 in Waiblingen, deutsch-kroatische Schriftstellerin, Theaterautorin und Journalistin; leitet das „Interkulturelle Zentrum in Gründung“ in Heidelberg
- Ada Mee, * 1946 in Thüringen, Künstlerin; Mitglied im Heidelberger Forum für Kunst
- Martin Münch, * 24. Mai 1961 in Frankfurt am Main, Komponist und Pianist
- Jürgen Odszuck, * 5. Juli 1970 in München, Kommunalpolitiker (CDU), Erster Bürgermeister von Heidelberg
- Helmut Prückner, * 28. Oktober 1936 in Bamberg, Klassischer Archäologe, bis 2001 Akademischer Rat am Archäologischen Institut Heidelberg
- Stefan Reck, * 28. November 1954 in Lippstadt, Schauspieler; seit 2011/12 Ensemblemitglied des Theaters und Orchesters Heidelberg
- Edo Reents, * 26. September 1965 in Wittmund; Kulturjournalist und Literaturkritiker, Leiter des Feuilletons der FAZ
- Daniel Reule, * 2. Mai 1983 in Neuenburg, Fußballspieler
- Walter Roth, * 1959 in Pișchia (deutsch Bruckenau), Volksrepublik Rumänien; Schauspieler und Verleger (WaRo-Verlag)
- Winfried Schwab, * 23. Juli 1964 in Fulda, katholischer Geistlicher, seit 2016 Abt der Benediktinerabtei Stift Neuburg
- Klaus Staeck, * 28. Februar 1938 in Pulsnitz, Kreis Kamenz bei Dresden, Jurist, Polit-Grafiker, seit 2006 Präsident der Berliner Akademie der Künste
- Marion Tauschwitz, * 21. Oktober 1953, Schriftstellerin; u. a. Biografie über Hilde Domin
- Hans Thill, * 1. Oktober 1954 in Baden-Baden, Autor und Übersetzer; Mitglied des PEN-Zentrums Deutschland
- Toni-L (Toni Landomini), Rapper italienischer Abstammung, Gründungsmitglied der Band Advanced Chemistry
- Tina Tremmel, * 9. Januar 1981 in Marburg, Leichtathletin und Triathletin
- Jan Wilke, * 16. Oktober 1980 in Darmstadt, Komponist und Chorleiter
- Wilfried Willer, * 2. Februar 1931 in Edigheim bei Ludwigshafen am Rhein, Biologe und wissenschaftlicher Bibliothekar

### Bekannte Besucher
Der Besuch sollte entweder dokumentiert sein oder in Form von Gedicht, Lied oder Film seinen bleibenden Ausdruck gefunden haben.
- König Heinrich (VII.), Kaiser Friedrich II. hielt mit den Fürsten am 4. Juli 1235 in Worms über Heinrich Gericht, entthronte ihn und setzte ihn gefangen. Erst kam er nach Heidelberg ins Schloßverlies, dann nach Burg Alerheim im Ries und schließlich über Friaul zu Schiff nach Apulien, bis Ende 1235 wurde er dort an verschiedenen Orten festgehalten.
- Maximilian Mörlin (1516–1584), evangelischer Theologe und Reformator
- Auf den Orgeln der Heiliggeistkirche musizierten Wolfgang Amadeus Mozart im Jahr 1763, Felix Mendelssohn Bartholdy im Jahr 1837 und Albert Schweitzer in den Jahren 1929, 1932 und 1949.
- Johann Wolfgang von Goethe (1749–1832) besuchte zwischen 1775 und 1815 achtmal Heidelberg.
- Karl von Drais (1785–1851); der Zweirad-Erfinder studierte bei den Technologen 1803/1805 und beteiligte sich am Vorlesungsstreik 1804.
- Der Komponist Johannes Brahms (1833–1897) wohnte den Sommer 1875 über in Ziegelhausen im Haus des Kunstmalers Anton Hanno.
- Mark Twain (1835–1910) besuchte 1878 Heidelberg für drei Monate.
- José Rizal Mercado y Alonzo Realonda, * 19. Juni 1861 in Calamba auf Luzón; † 30. Dezember 1896 in Manila (hingerichtet), war ein philippinischer Schriftsteller. Er ist der Nationalheld der Philippinen.
- König Chulalongkorn der Große von Siam, Rama V. besuchte 1907 seinen hier studierenden Sohn Prinz Rangsit von Chainad und stiftete zwischen Heidelberg und Thailand eine langanhaltende Beziehung, die immer wieder zu Besuchen von Mitgliedern des thailändischen Königshauses führten, in deren Zusammenhang ein weiterer König von Siam, Ananda Mahidol Rama VIII. 1925 in Heidelberg sogar geboren wurde.
- Sir Muhammad Iqbal, * 9. November 1877 in Sialkot, heute Pakistan; † 21. April 1938 in Lahore. Der Nationaldichter und geistige Vater des modernen Pakistans. Studium 1907. Das Iqbal-Ufer an der linken Neckarseite ist nach ihm benannt.
- Joseph Goebbels, der nationalsozialistische Propagandaminister und Politiker studierte in Heidelberg Germanistik
- Thomas Mann: »Heidelberg war reizend. Zum ersten Mal dort, war ich bezaubert von der Romantik der Landschaft und der jugendlichen Geistigkeit der akademischen Sphäre«. (Am 8. Juli 1922 an Ernst Bertram und – ebenfalls über diesen Besuch – am 16. Juli 1922 an Ida Boy-Ed:) »Ich war bezaubert. Überhaupt hat Heidelberg mir den schönsten Eindruck gemacht. Die romantisch-deutsche Landschaft, die jugendliche Geistigkeit der Atmosphäre thaten es mir an. Ich machte die Bekanntschaft Onckens, sprach mit Alfred Weber, der mich besonders interessiert«.
- alle Bundespräsidenten (Liste im Goldenen Buch)
- Charles de Gaulle, 1963
- Fritz Wunderlich * 26. September 1930 in Kusel; † 17. September 1966 in Heidelberg; eigentlich Friedrich Karl Otto Wunderlich (lyrischer Tenor)

### Bekannte Originale
- der Ziehharmonika-Mann
- Clemens Pankert (1702–1735), als Zwerg Perkeo Hofnarr und Mundschenk
- Dienstmann Muck
- Kurt Wildhagen – Der Weise von Heidelberg (s. o.)

## Stadtoberhäupter, Bürgermeister
An der Spitze der Stadtverwaltung in Heidelberg stand als herrschaftlicher Beamter über lange Zeit der Stadtschultheiß, der seit 1717 den Titel „Stadtdirektor“ trug.
Nach dem Übergang an das Großherzogtum Baden trug das Stadtoberhaupt zunächst den Titel Oberbürgermeister, ab 1819 Erster Bürgermeister und ab 1875 erneut Oberbürgermeister.

### Bürgermeister 1701 bis 1819
- 1701–1705: Regierungsrat Neukirch
- 1705–1717: Leonhard Bruggen
- 1717–1720: Regierungsrat von Pardon
- 1720–1734: Regierungsrat Kubas
- 1734–1743: Davon von Driesch
- 1743–1754: Flander
- 1754–1756: Regierungsrat Schwaan
- 1756–1770: Regierungsrat Geiger
- 1770–1779: Regierungsrat Eßleben
- 1779–1789: Hofgerichtsrat Sartorius
- 1789–? Regierungsrat Traiteuer
- 1805–1819: Georg Daniel Mays

### Erste Bürgermeister 1819 bis 1875
- 1819–1832: Peter Lombardino
- 1832–1840: Jakob Wilhelm Speyerer
- 1840–1845: Georg Leonhard Ritzhaupt
- 1845–1849: Christian Friedrich Winter
- 1849–1851: Jakob Wilhelm Speyerer
- 1851–1852: Ludwig Walz
- 1852–1856: Karl Michael Anderst
- 1857–1875: Heinrich Krausmann

### Oberbürgermeister seit 1875
- 1875–1884: Heinrich August Bilabel
- 1885–1913: Karl Wilckens (NLP)
- 1914–1928: Ernst Walz I (parteilos)
- 1928–1945: Carl Neinhaus (ab 1933 NSDAP)
- 1945–1946: Ernst Walz II (parteilos)
- 1946–1952: Hugo Swart (parteilos)
- 1952–1958: Carl Neinhaus (CDU)
- 1958–1966: Robert Weber (SPD)
- 1966–1990: Reinhold Zundel (bis 1980 SPD, dann parteilos)
- 1990–2006: Beate Weber (SPD)
- seit 2006: Eckart Würzner (parteilos)